# السلط
السلط، هي مدينة تاريخية تقع في وسط غرب الأردن، تُعد مركزًا تجاريًا قديمًا وإداريًا بارزًا. تقع المدينة على الطريق التاريخي الذي كان يربط بين عمان والقدس، وتتمركز في مرتفعات البلقاء على ارتفاع يتراوح بين 790 و1,100 متر فوق مستوى سطح البحر. تمتد السلط بين ثلاث تلال محيطة بوادي الأردن أبرزها جبل القلعة، الذي يضم بقايا قلعة مدمرة تعود إلى القرن الثالث عشر.
السلط هي عاصمة محافظة البلقاء وهي رابع أكبر مدن المملكة الأردنية الهاشمية من حيث عدد السكان، بلغ عدد سكان بلدية السلط الكبرى حوالي 117,060 نسمة وفقًا لإحصاءات عام 2019. في عام 2021، أُدرجت المدينة ضمن قائمة اليونسكو للتراث العالمي، تقديرًا لأهميتها التاريخية والثقافية.

## التسمية
سُميت بسالتوس نسبة إلى القائد اليوناني الذي فتحها زمن الإسكندر المقدوني وبني فيها معبد للإله زيوس في منطقة زي التي نسبت إليه. 
ذكر ابن عساكر الدمشقي اسم السلط بالطاء بينما يرد ذكرها عند أبي الفداء باسم الصلت. نسب بعض الباحثين الاسم إلى السريانية وقال بأن أصلها سلطا وتعني حجر الصوان، بينما قال آخرون بأن معناها الوادي المشجر أو الغابة الكثيفة [بحاجة لمصدر]. 

## نبذة تاريخية
لا يُعرف متى تم تأسيس المدينة لأول مرة، ولكن يُعتقد أنها بُنيت على يد الجيش المقدوني خلال حكم الإسكندر الأكبر. عرفت المدينة باسم "سالطوس" في العهد البيزنطي، وكانت مقراً لأسقفية والمستوطنة الرئيسية على الضفة الشرقية لنهر الأردن. دمرت المستوطنة على يد المغول وأُعيد بناءها في عهد السلطان المملوكي بيبرس (1260–1277).
كانت سالطوس في يوم من الأيام أهم مستوطنة في المنطقة الواقعة بين وادي الأردن والصحراء الشرقية. وبسبب تاريخها كحلقة وصل تجارية هامة بين الصحراء الشرقية والغرب، مثلت مكاناً مهماً لحكام المنطقة المختلفين.
ساهم الرومان والبيزنطيون والمماليك في نمو المدينة، ولكنها شهدت أزهى فتراتها في نهاية القرن التاسع عشر وبداية القرن العشرين، عندما أسس العثمانيون عاصمة إدارية إقليمية في سالت وشجعوا الاستيطان من أجزاء أخرى من إمبراطوريتهم.

### العصر الروماني والبيزنطي
أطلق الرومان على المدينة اسم السلط أو "سالتوس"، التي تعني "أرض التين والعنب" أو "الوادي المشجر". ويمثل ذلك اسمًا يعكس خصوبة المنطقة وتنوع النباتات فيها. في العصر البيزنطي، كانت السلط مركزًا لأسقفية تابعة لمدينة البصرى أولًا ثم لمدينة البتراء. ويعد هذا الرابط التاريخي مع مدينتي البصرى والبتراء شهادة على أهمية السلط كمركز ديني وثقافي في تلك الحقبة.

### العصور الوسطى والصليبيون
في العصور الوسطى، وبالتحديد في زمن الصليبيين، فرض ملك القدر، بودوان الأول، الضريبة على جبل عجلون وعلى مدينة السلط وضواحيها. وكانت السلط، بسبب موقعها الاستراتيجي، تمثل نقطة ربط مهمة بين مختلف القوى الإقليمية في ذلك الوقت. وقد ساعد ذلك في إبراز مكانتها كمركز تجاري وديني في منطقة بلاد الشام.

### الغزو المغولي والمماليك
في القرن الثالث عشر، وقعت السلط تحت غزو المغول الذين دمروا المدينة، بما في ذلك قلعتها الشهيرة. لكن في سنة 1266، أعاد السلطان المملوكي بيبرس بناء القلعة، وذلك في إطار تعزيز الأمن والحفاظ على الاستقرار في المنطقة. وفي عام 1840، تعرضت القلعة للتدمير مرة أخرى على يد إبراهيم باشا العثماني، ولم يبقَ منها إلا بقايا قليلة من الأساسات، التي تشير إلى عظمتها السابقة.

### العهد العثماني
خلال الفترة العثمانية، كانت السلط في قلب النشاطات الإدارية والتجارية في منطقة شرق الأردن. وقام العثمانيون ببناء قصر جابر في السلط، الذي لا يزال اليوم قيد الترميم من قبل الحكومة اليابانية، مما يعكس عناية العثمانيين بالمدينة. القصر كان بمثابة معلم بارز يمثل الطراز المعماري العثماني في تلك الفترة.

### السلط في بداية القرن العشرين

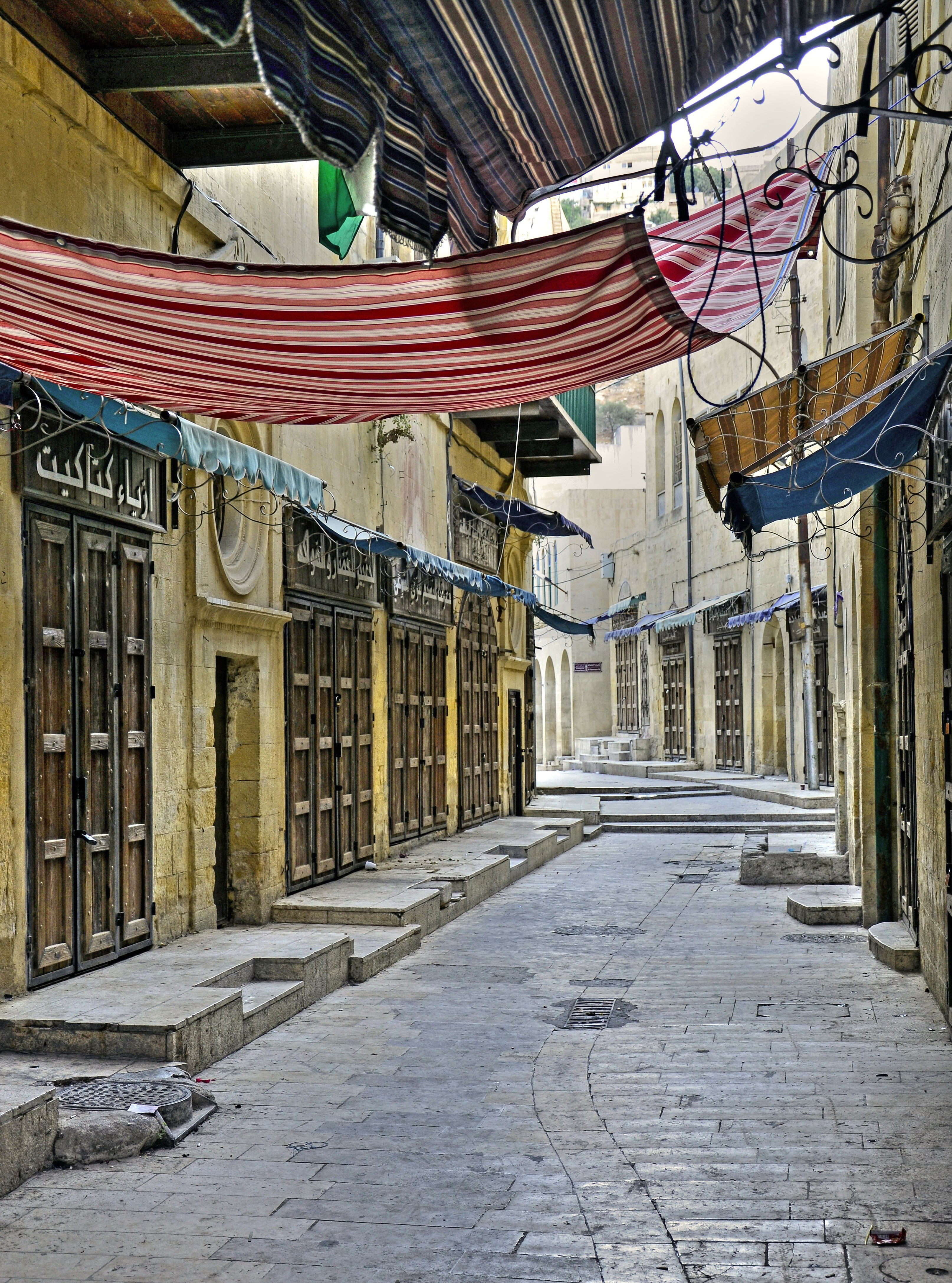
شوارع السلط القديمة والمحلات التجارية

حتى بدايات القرن العشرين، كانت السلط واحدة من أهم مدن إمارة شرق الأردن. في هذه الفترة، أصبحت المدينة مركزًا حضريًا هامًا على مستوى المملكة الأردنية الهاشمية، حيث كانت تعد إلى جانب بلدية عجلون من أقدم بلديات الأردن. وقد ساهمت هذه المكانة في تعزيز ارتباط المدينة بالمجتمع الأردني في مرحلة الانتقال إلى الاستقلال.

### الانتداب البريطاني والإمارة والاستقلال
خلال الحرب العالمية الأولى، تم الاستيلاء على السلط من العثمانيين من قبل الكتيبة الثالثة من الفيلق اليهودي التابع لفيلق المشاة البريطاني، وعُين قائدها إليعازر مارجولين حاكمًا عسكريًا للسلط.
بعد الحرب، كانت البلدة هي الموقع الذي اختاره هربرت صموئيل، المفوض السامي البريطاني لفلسطين، ليعلن أن البريطانيين يفضلون كيانًا حجازيًا هاشميًا على الضفة الشرقية لفلسطين الانتدابية (الأردن حاليًا). أصبحت هذه الرغبة حقيقة في عام 1921 عندما أصبح عبد الله الأول أميراً على شرق الأردن. يبدو أن السلط هي المدينة التي سيتم اختيارها كعاصمة للإمارة الجديدة حيث أن معظم الصناعة والتجارة كانت تتدفق عبر السلط. خلال هذه الفترة لم يكن في السلط مدارس ثانوية. ومع ذلك، اختار عبد الله المدينة لتكون عاصمة لإمارته الناشئة، لكنه غير رأيه فيما بعد ونقل مجمعه وحاشيته إلى عمان عندما اختلف هو وأعيان السلط. كانت عمان في ذلك الوقت صغيرة. مدينة يبلغ عدد سكانها 20.000 نسمة فقط والتي شهدت نموًا سريعًا.
أظهر التعداد السكاني الأردني لعام 1961 أن عدد سكان السلط يبلغ 16,176 نسمة، منهم 2,157 مسيحيًا.

## العائلات والسكان

### المسلمون
محلة حارة الأكراد

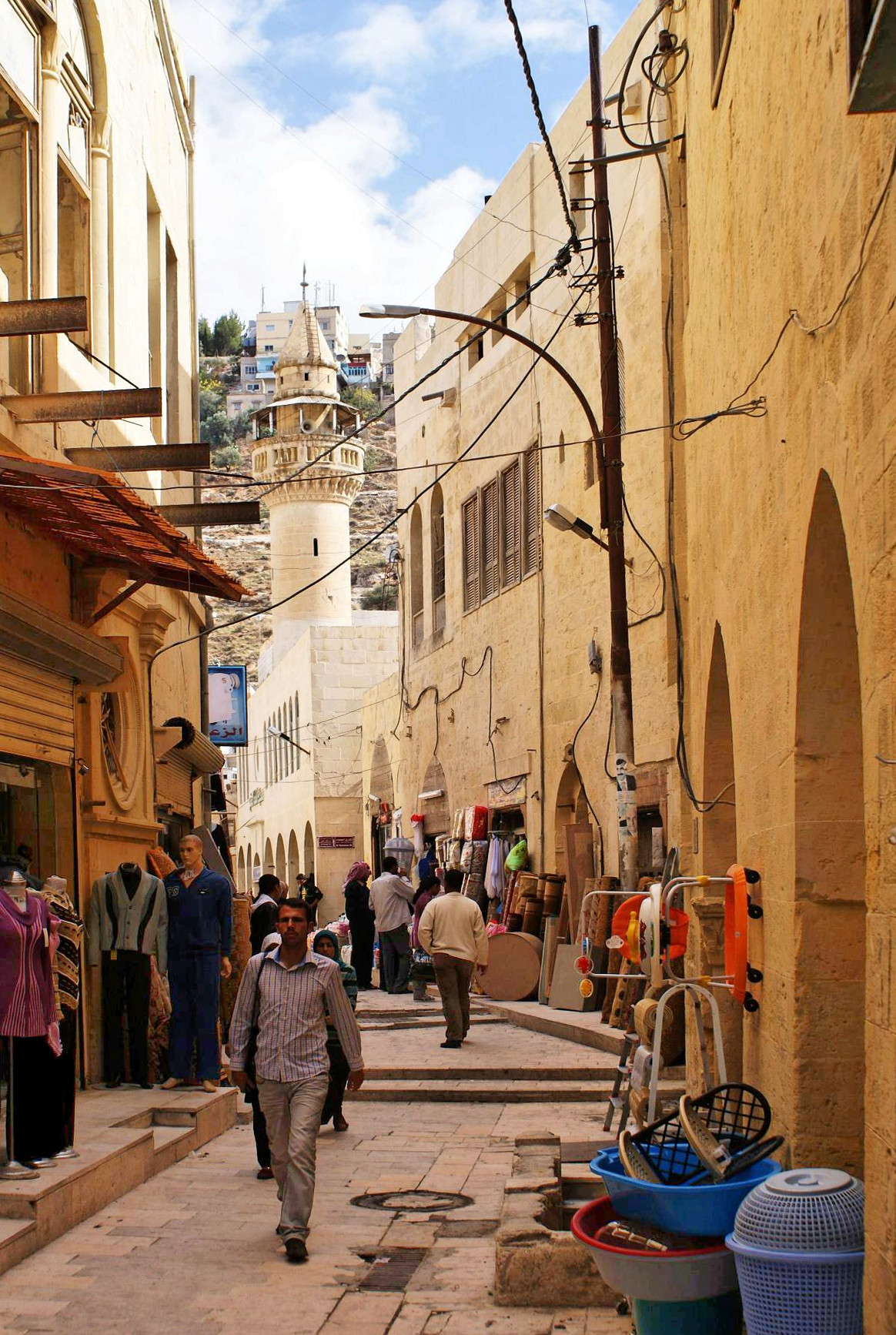

تعود تسميتها إلى العصر الأيوبي، حيث أسس الأكراد محلة في مدينة السلط بعد أن خدموا كجزء من جيش صلاح الدين الأيوبي خلال الحروب ضد الصليبيين بين عامي 1177 و1189م. كانت السلط في تلك الفترة مركزًا استراتيجيًا لمراقبة تحركات العدو في غور الأردن. تمتد هذه المحلة من ساحة المدينة في الشرق إلى رأس وادي الأكراد في الغرب، ومن سفوح القلعة في الشمال إلى حارة الدبابسة في الجنوب، وتضم معالم بارزة مثل الجامع الكبير والسرايا.
احتوت المحلة على 624 خانة، سكنتها عائلات عدة، منها: عائلة السكر، عائلة الفقير، عائلة الشحادات، عائلة الخطيب، عائلة الصبيحي، عائلة أبو السمن، عائلة خروب وأبو خروب (الخراربه)، عائلة الساكت، عائلة فواعير، عائلة حماد، عائلة منيزل، عائلة أبو قريق، عائلة أبو شاحوت، عائلة رحاحلة، عائلة باكير، عائلة دردوك (درادكة)، عائلة القضاة، عائلة الدبعي، عائلة حياصات، عائلة الجزازي، عائلة رمامنة، عائلة هزايمة، عائلة خريسات، عائلة جنيني، عائلة الدباس، عائلة منكو (أغراب)، عائلة كوش (أغراب)، عائلة النسور، عائلة عناسوة، عائلة الريالات، عائلة الخليفات، عائلة الأعمر، عائلة الصليبي، عائلة أبو عنزة، عائلة الحيارات، عائلة أبو السندس، عائلة العمايرة، عائلة العربيات.
محلة حارة العواملة
يعود اسم هذه المحلة إلى عشيرة العواملة التي يُعتقد أن أصلها يعود إلى "عامل"، وهو أحد أسلاف العشيرة الذي هاجر من الجزيرة العربية. تمتد الحارة من غرب ساحة العين إلى منطقة السلالم شرقا، ومن شارع الإسكافية شمالا إلى المحباصية جنوبا. تضم محلة العواملة 423 خانة.
يقطنها العديد من العائلات مثل: عائلة العواملة، عائلة الحدايدة، عائلة الكلوب، عائلة أبو طالب، عائلة الزيني، عائلة الزعبي، عائلة النجداوي، عائلة العطيات، عائلة عميرة، عائلة عورتانيا، عائلة خرفان، عائلة آل طوقان،  عائلة أبو قورة، عائلة مسمار، عائلة أبو رصاع، عائلة أبو النوار، عائلة الحمامرة، عائلة الخرابشة، عائلة أبو الراغب، عائلة باكير، عائلة المصري، وعائلة الفقير. كما لوحظ وجود تسع عائلات من الأغراب بالإضافة إلى بعض المسيحيين.
حارة القطيشات

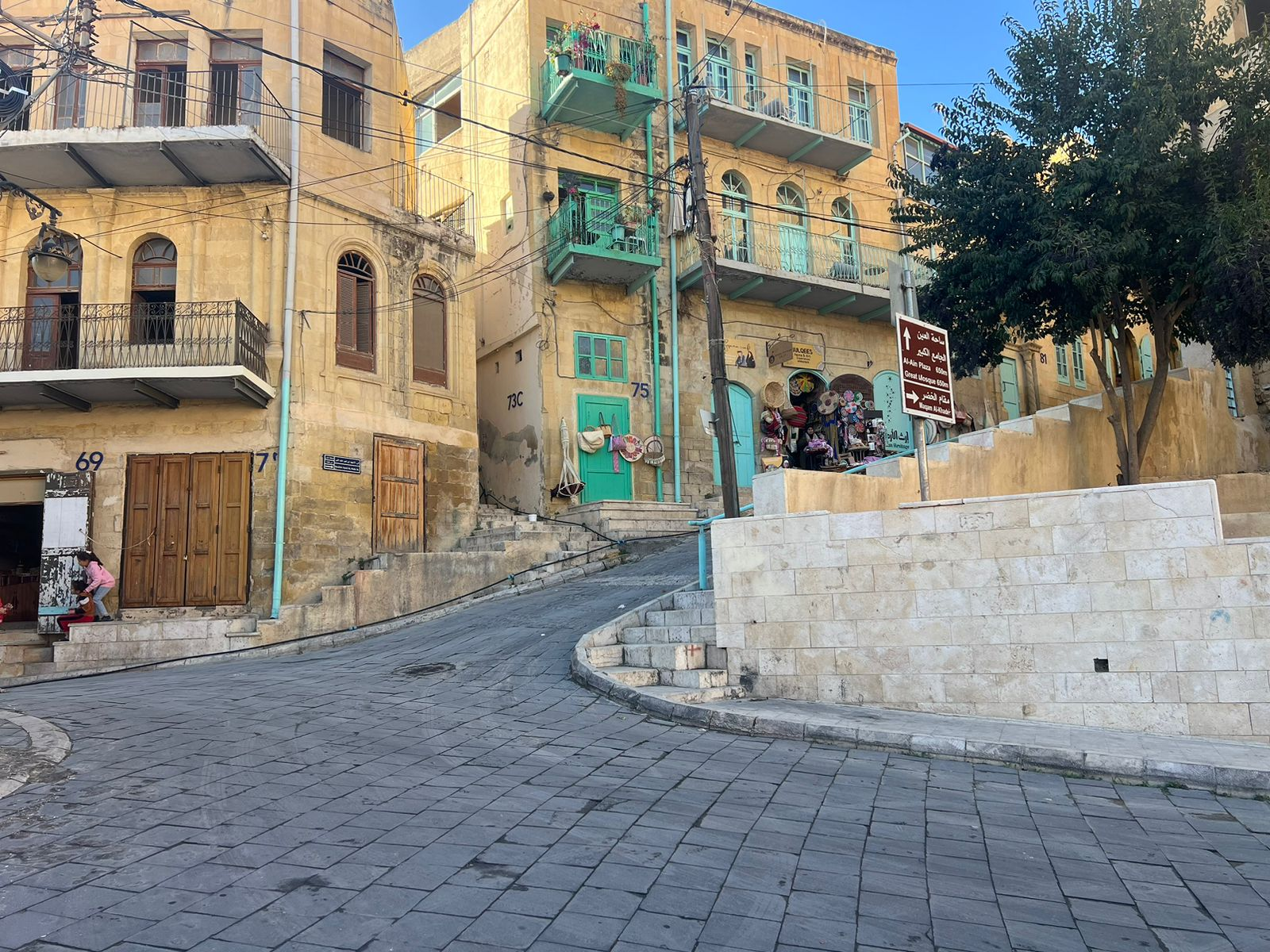

ظهرت حارة القطيشات في أوائل القرن التاسع عشر، وتحديدًا عندما ذكرها الرحالة بيركهارت في زيارته للسلط عام 1812م. كانت هذه الحارة امتدادًا لحارة العواملة نحو مركز القلعة. 
سكنت هذه الحارة 258 خانة، بما في ذلك:عائلة القطيشات، عائلة العورتاني، عائلة العبويني، عائلة البخيت، عائلة العبداللات، عائلة الفواعير، عائلة البسطامي، عائلة الجغبير، عائلة مرار، عائلة باكير، عائلة العايش، عائلة الصليبي، عائلة الخشمان، عائلة أبو لبة. ويسكنها عدد لا بأس به من الأغراب بالإضافة إلى المسيحيين.
في بلدة ماحص
تقع ماحص إلى الغرب من عمان، وشرق الفحيص، وتتبع محافظة البلقاء. ورد ذكر البلدة في السجلات الفيصلية، حيث تواجد بها 12 خانة تضم 76 فردًا، مما يشير إلى عدد سكان قليل في تلك الفترة.
في أم جوزة
تقع أم جوزة شمال شرق السلط، ويقطنها أفراد من عشيرة الرمامنة، حيث سكنوا في 63 خانة موزعة على عدة سجلات. في السجل الثالث، تم تسجيل 38 خانة بها 163 فردًا. أما في السجل الخامس، فتم ذكر 5 خانات بها 38 فردًا، مما يعكس كثافة سكانية مرتفعة قليلاً مقارنة ببقية مناطق السلط.

### المسيحيون
سكنت العائلات المسيحية في قرى السلط والفحيص والرميمين، وتوزعت في حارات العواملة والقطيشات والأكراد. تداخلت العائلات المسيحية مع بعضها في تلك الحارات، مما جعل تحديد حدودها صعبًا. من أبرز العائلات المسيحية: الدبابنة، الفواخرية، تادرس، النشيوات، الزعمط، المعشر، الور، الجوابرة، المشيني، النفافعة، القبعين، القواقشة، الحدادين، آل الشليف، الحواتمة، الحتاترة، الصويصات، الطعامنة، مخامرة، زيادات، النبور، قعوار.

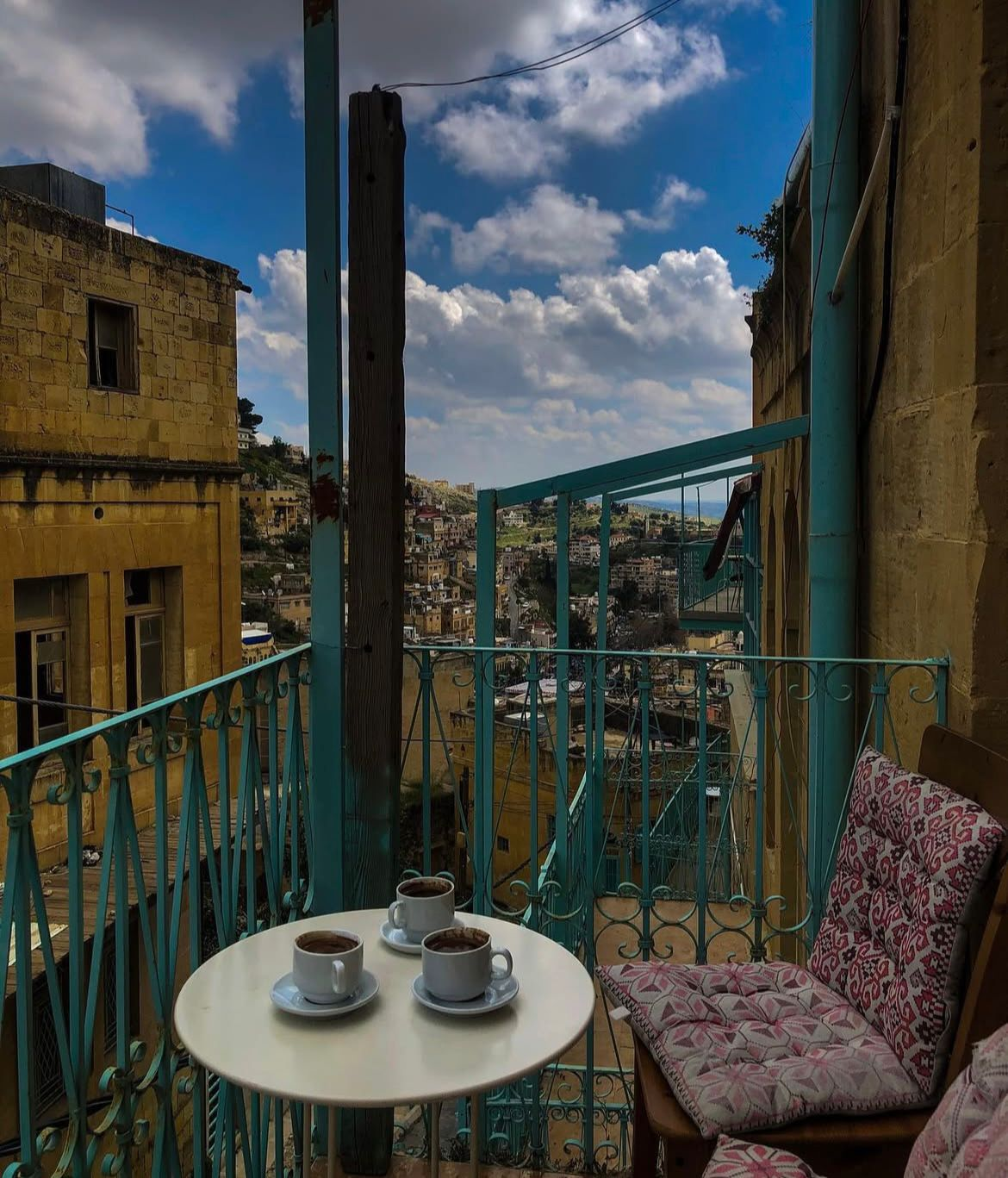

كانت طائفة الروم الأرثوذكس هي الأكبر في السلط حتى النصف الثاني من القرن التاسع عشر. بدأت حركة الإرساليات التبشيرية في تلك الفترة، مما أدى إلى ظهور طائفة اللاتين في 1866م، ثم طائفة البروتستانت. مع بداية القرن العشرين، بدأ عدد من الأرثوذكس يتحولون إلى الكاثوليك.
تحول العديد من الأفراد إلى طوائف مختلفة، مثل إلياس رزق الله الفاخوري الذي تحول إلى الكاثوليك عام 1922م. وبعضهم تحول من الكاثوليك إلى الأرثوذكس، مثل هيشام مهاوش الكرشة وسالم حنا السالمة.

### الوافدون والمهاجرون
- الشركس: استقر الشركس في قرية صويلح، حيث تم تسجيل 183 فردًا موزعين على 73 خانة. كان متوسط أفراد الأسرة لا يتجاوز 2.5 فردًا، مما قد يشير إلى نقص في التسجيل أو عائلات صغيرة. هاجروا إلى المنطقة في العهد الفيصلي بسبب ظروفهم الخاصة.[8]

- الشيشان: سكن الشيشان أيضًا في صويلح، وكان عددهم 277 فردًا موزعين على 137 خانة. معظمهم كانوا يعيشون بمفردهم نظرًا لطبيعة هجرتهم، وغالبية السكان وُلدوا في القفقاس. استقروا في المنطقة بعد هجرتهم الجماعية.[8]

- التركمان: استقر التركمان في قرية الرمان بعد هجرتهم من وادي الحوارث ومرج ابن عامر. بلغ عددهم 165 فردًا موزعين على 37 خانة، وكان متوسط أفراد الأسرة حوالي 5 أفراد. جميعهم كانوا من المسلمين ولم يتم تسجيل زيجات من خارج القرية.[8]

## المناطق البلدية

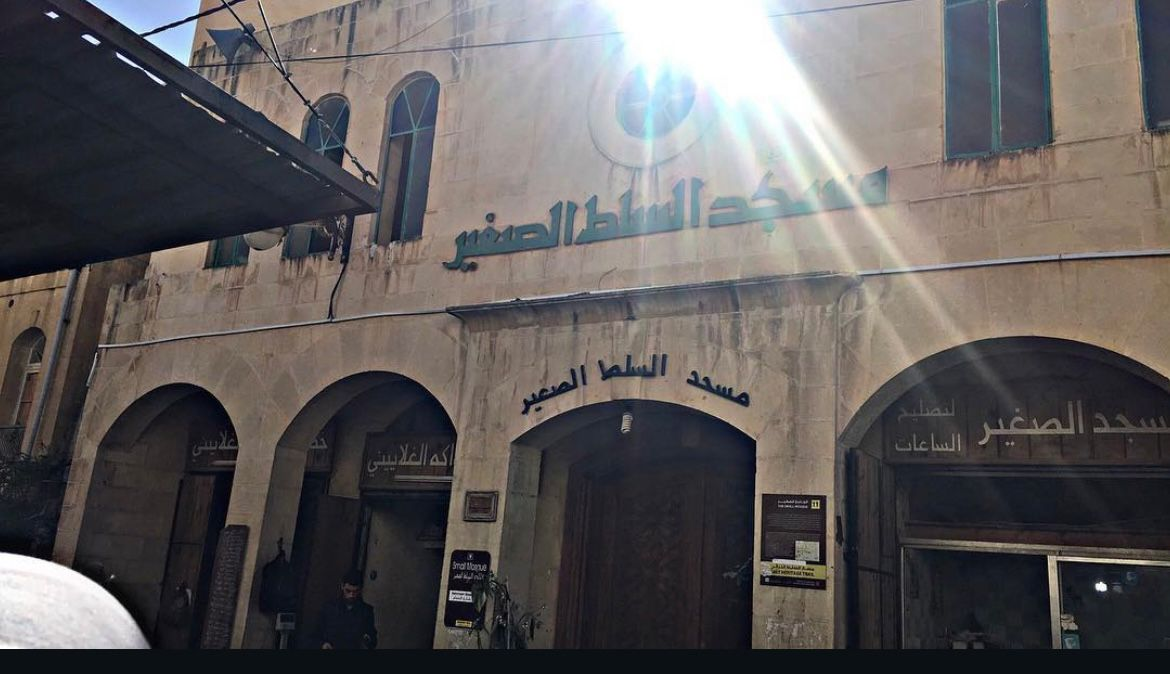
مسجد السلط الصغير

يضم لواء قصبة السلط بلديتان هما: بلدية السلط الكبرى، وبلدية العارضة الجديدة. تنقسم بلدية السلط الكبرى إلى تسع مناطق هي: مدينة السلط، زي، أم جوزة، وادي الحور، اليزيدية، يرقا، عيرا، علان ورمامين.
تنقسم بلدية السلط الكبرى إلى تسع مناطق:
|    | يصرف           | سكان المنطقة (2018) |
| -- | -------------- | ------------------- |
| 1  | مدينة السلط    | 107,874             |
| 2  | زي             | 4552                |
| 3  | أم جوزة        | 3177                |
| 4  | الديرة الشرقية | 1488                |
| 5  | اليزيدية       | 1559                |
| 6  | يرقا           | 6688                |
| 7  | عيرا           | 4396                |
| 8  | علان           | 4042                |
| 9  | الرميمين       | 2511                |
| 10 | مودري          | 1419                |
| 11 | الزعتري        | 1636                |
| 12 | حديب           | 435                 |
| 13 | وادي الناقة    | 590                 |
| 14 | ام خروبه       | 758                 |
| 15 | وادي الصحن     | 79                  |
| 16 | أم العمد       | 1655                |
| 17 | دعم            | 470                 |
| 18 | سلعوف          | 750                 |
| 19 | جلعاد          | 1255                |
| 20 | الويسية        | 504                 |
| 21 | المشيرفة       | 295                 |
| 22 | وادي شعيب      | 946                 |

## الخدمات

### الزراعة

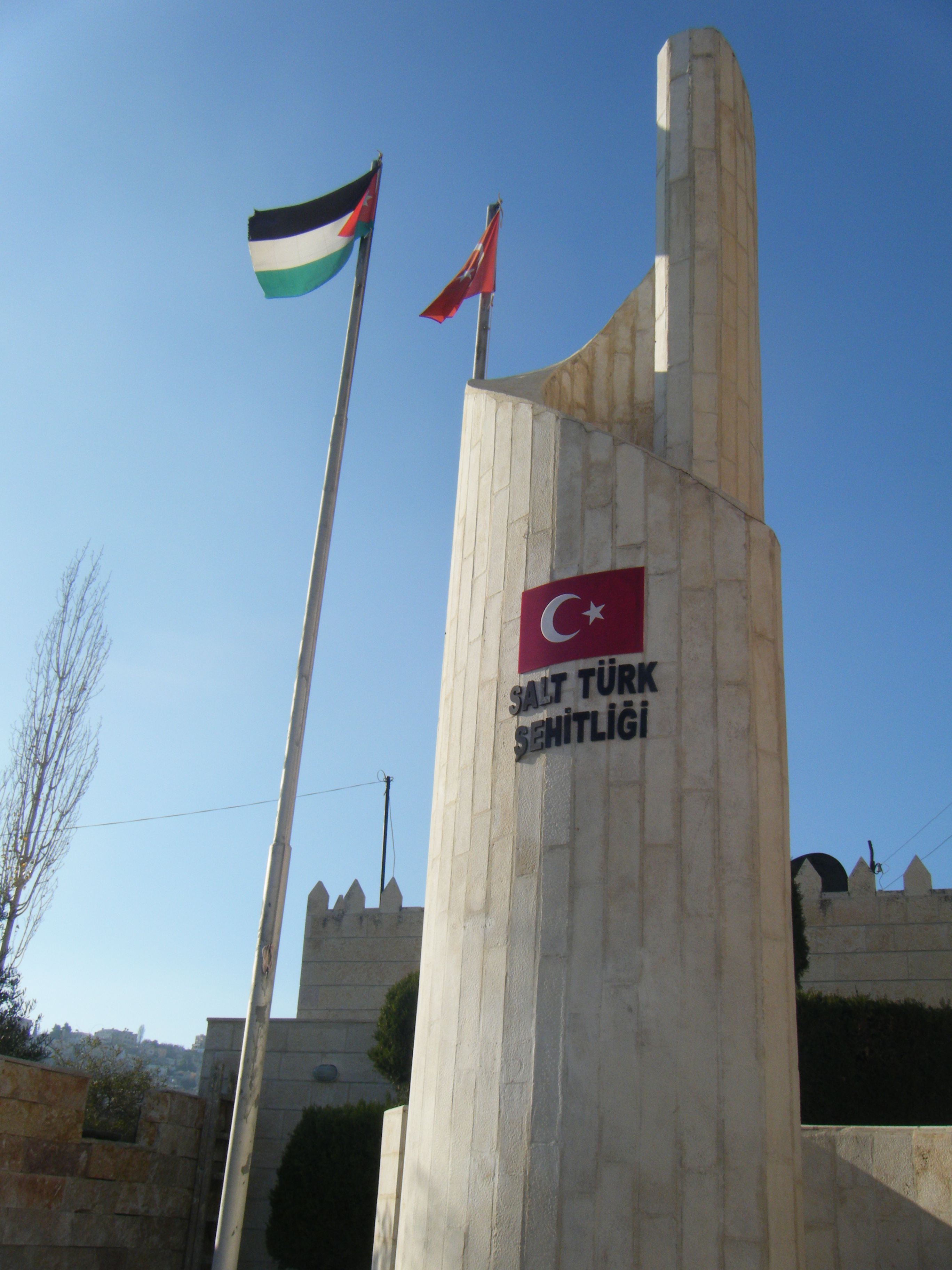
نصب تذكاري عثماني للقوات التركية في الحرب العالمية الأولى في السلط، الأردن

اشتهرت السلط في الأردن بتربتها الخصبة وبجودة محاصيل الفاكهة والخضروات، وخاصة الزيتون والطماطم والعنب والخوخ. في الواقع، من المتوقع أن اسم المدينة قدم الجذر لسلطانة، وهو نوع معين من الزبيب.
وادي شعيب (وادي الجثرو) هو واحد من أكبر المواقع الزراعية في مدينة السلط، وهو وادي به مناطق زراعية كبيرة. سمي نسبة إلى اسم أحد الأنبياء في الإسلام (وكذلك المسيحية واليهودية)، شعيب (جثرو)، الذي كان حمو موسى وأحد نسل إبراهيم. تقع معظم المزارع المملوكة ملكية خاصة في هذا الوادي. المحاصيل الرئيسية هي العنب والزيتون والأشجار المثمرة.

### التعليم
احتوت السلط على العديد من المدارس، بما في ذلك المدارس الثانوية العامة الأولى في الأردن التي يعود تاريخها إلى عام 1918، ومدرسة سعيد البحرة القديمة والتي يعود تأسيسها إلى بدايات 1900، وكذلك العديد من المدارس الخاصة التي يرجع تاريخها إلى 1800s، مثل المدرسة اللاتينية والمدرسة الكاثوليكية. إنه أيضًا مقر معهد الأرض المقدسة للصم، وهو مركز تعليمي لا يهدف إلى الربح للأشخاص الذين يعانون من ضعف السمع. يوجد في المدينة جامعتان تحيط بهما: جامعة البلقاء التطبيقية التي تأسست عام 1997 وجامعة عمان الأهلية (جامعة عمان الوطنية) الواقعة على الطريق السريع الذي يربط عمان بالسلط.

## السياحة والآثار

### المواقع الأثرية
تضم السلط العديد من المواقع الأثرية المهمة من عصور مختلفة:
- فيها أقدم متحف في الأردن (المتحف الأثري)، ويمثل تاريخ السلط ويحتوي على عده أركان منها:
  - ركن الآثار القديمة والحلى والملابس والأدوات المنزلية القديمة
  - العملة النقدية القديمة لعدة ازمنة وحضارات
- متحف السلط التاريخي (بيت أبو جابر) الذي حالياً تقوم مجموعة يابانية بترميمه حيث بناه العثمانيون حين أقاموا في السلط.
- متحف أثار السلط ( بيت طوقان)
- المتحف المفتوح
- المستشفى الإنجليزي
- مدرسة السلط الثانوية للبنبن
- صرح الجندي التركي المجهول
- العديد من المقامات الدينية منها مقام نبي الله يوشع بن نون
- شلالات الرميمين وقلعة القلعة والخضر لجدعة وحي السلط القديم وسوق السكافية؛ كل هذه مبانٍ وآثار قديمة جداً
- المقبرة الرومانية الملكية في وادي شعيب.

### القصور العثمانية

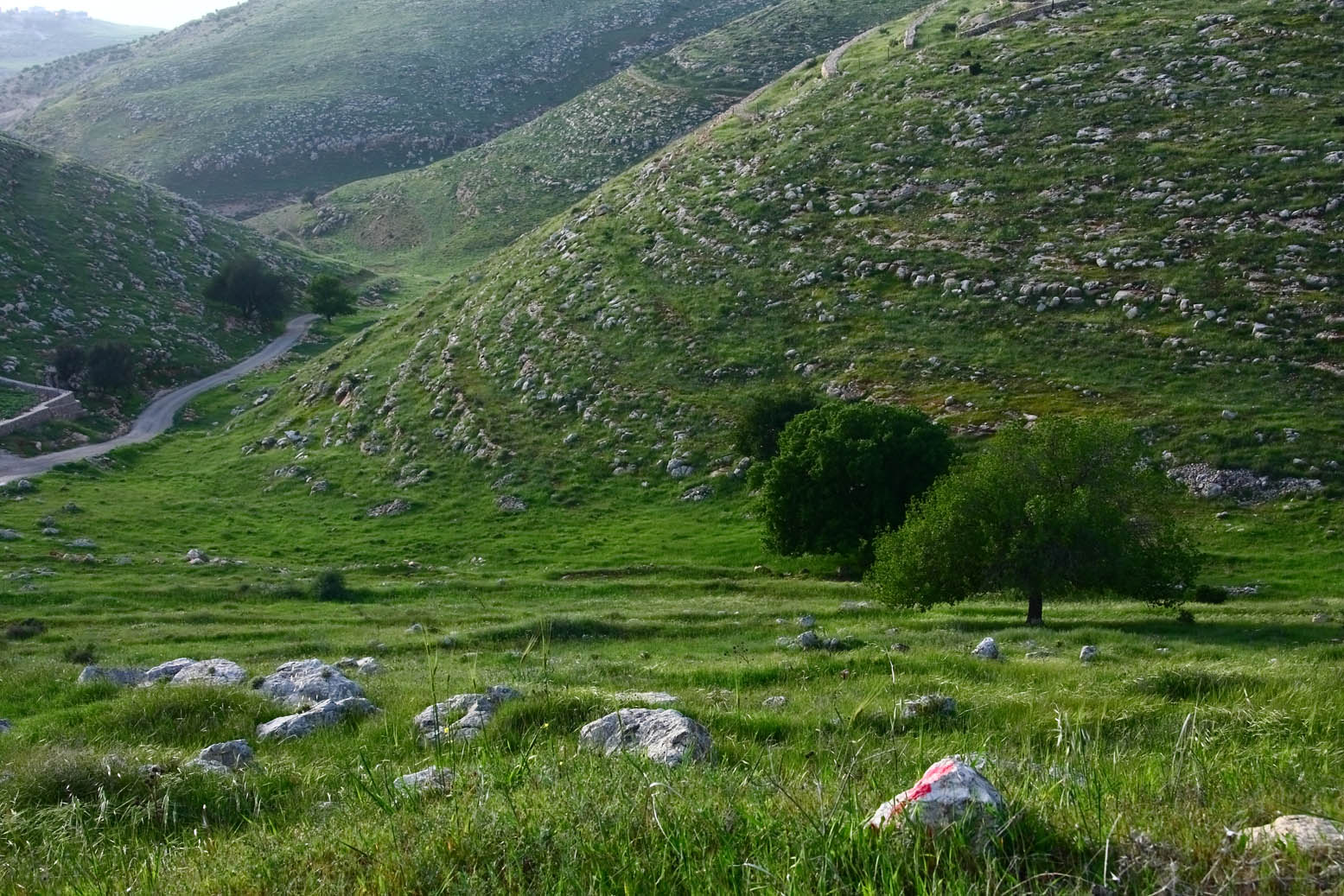
وادي حادي في مرتفعات البلقاء

في نهاية القرن التاسع عشر وبداية القرن العشرين، عندما أنشأ العثمانيون قاعدة إدارية إقليمية في السلط وشجعوا الاستيطان من أجزاء أخرى من الإمبراطورية، زادت مكانة المدينة، ووصل العديد من التجار، ومع ثرواتهم المكتسبة حديثًا، قام ببناء المنازل الجميلة التي لا يزال من الممكن الإعجاب بها في السلط اليوم.
تضم هذه المباني الرائعة المصنوعة من الحجر الرملي الأصفر مجموعة متنوعة من الأساليب. عادةً ما تكون لها أسقف مقببة وأفنية داخلية ونوافذ مقوسة طويلة مميزة. ولعل أجملها هو قصر أبو جابر، الذي بني بين عامي 1892 و1906، والذي يتميز بأسقفه الجدارية، التي رسمها فنانون إيطاليون، ويشتهر بأنه أرقى مثال لبيت تاجر في المنطقة من القرن التاسع عشر.
المقابر الرومانية والقلعة الأيوبية
تم بناء السلط بإحكام على مجموعة من ثلاثة تلال، وتضم العديد من الأماكن الأخرى المثيرة للاهتمام، بما في ذلك المقابر الرومانية على مشارف المدينة والقلعة وموقع القلعة الأيوبية في المدينة التي تعود إلى أوائل القرن الثالث عشر، والتي بناها المعظم عيسى. ، ابن شقيق صلاح الدين الأيوبي بعد فترة وجيزة من عام 1198 م.

### المتاحف
يعرض متحف السلط الأثري والفولكلوري قطعًا أثرية تعود إلى العصر النحاسي وحتى العصر الإسلامي بالإضافة إلى عناصر أخرى تتعلق بتاريخ المنطقة. يعرض في متحف الفولكلور الأزياء البدوية والتقليدية والأصناف الفولكلورية اليومية. يعرض متحف صغير ومدرسة للحرف اليدوية المهارات التقليدية في صناعة الخزف والنسيج والطباعة الحريرية والصباغة.

### مزارات المسلمين
وفي مدينة السلط وضواحيها، توجد عدة مزارات إسلامية في المقابر التقليدية للأنبياء شعيب وأيوب ويوشع وجادور، وهي الأسماء العربية للشخصيات التوراتية يثرون وأيوب ويشوع وجاد. تُعرف مواقع الحج الإسلامية هذه باسم النبي شعيب، والنبي أيوب، والنبي يوشع بن نون، وعين الجدور ("ربيع الجدور") على التوالي.

## الطراز العمراني للمواقع التراثية

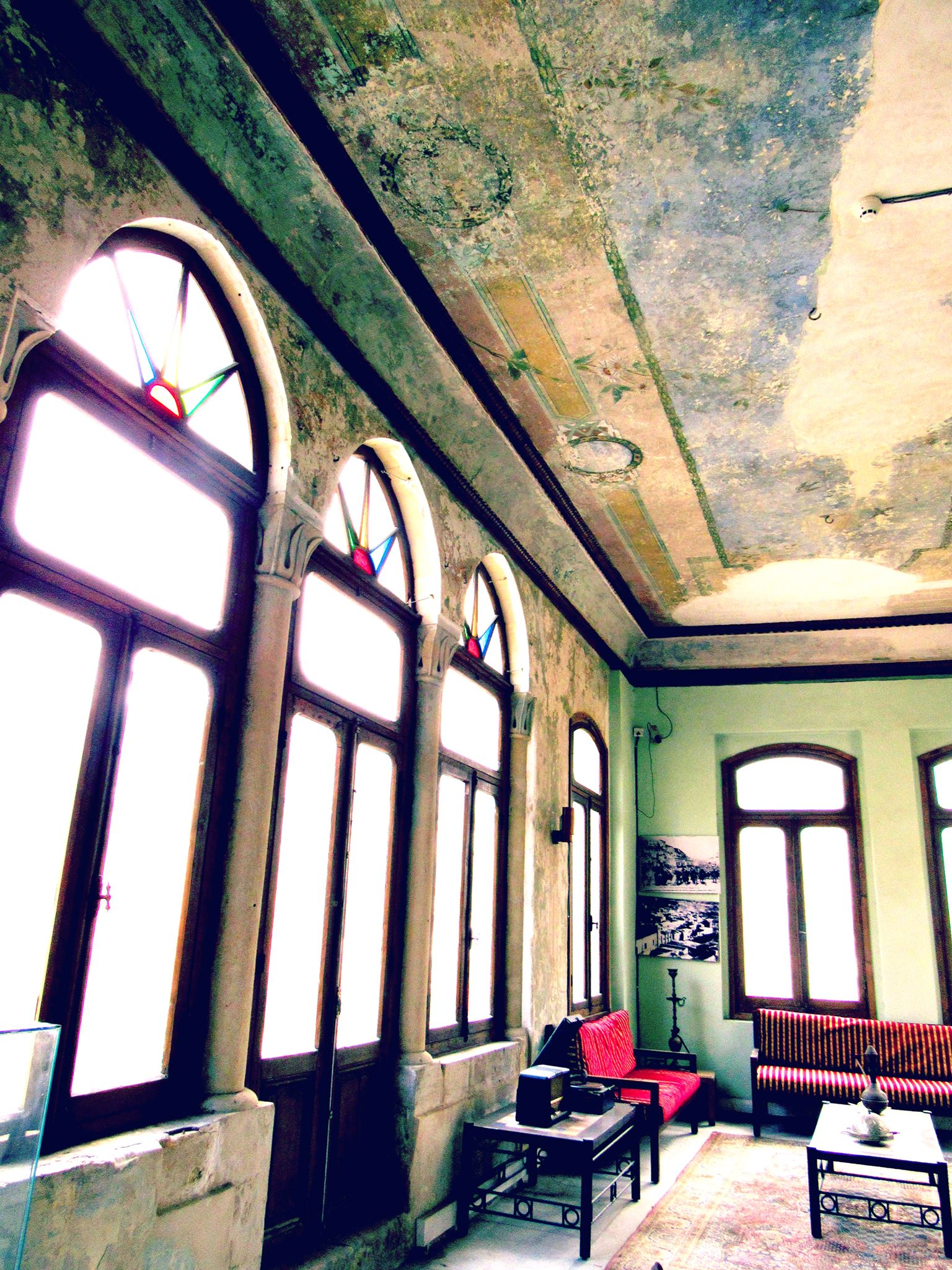
متحف السلط القديم التاريخي، بيت أبو جابر.

تميزت مدينة السلط بأحيائها القديمة ذات الصبغة المعمارية الفريدة المبنية من الحجر الأصفر بحيث تعود معظمها إلى العصر الذهبي للمدينة في الفترة الواقعة بين عامي 1890 و1920. وبحكم طبيعة المنطقة المكونة من سلاسل جبلية وعرة فقد تم تكوين هذه الأحياء بطريقة أقرب ما تكون إلى البناء التراكمي بين الشوارع الضيقة والأدراج الموصولة، بحيث تميزت بفتحات الشبابيك وأقواس الأبواب المنحوتة بمهارة فائقة.
قبل عام 1866 كانت المباني عبارة عن طابق واحد مصنوعة من الطين والحجر الغشيم والأسقف المحمولة على جذوع الأشجار، بعد ذلك تأثرت المدينة بخط العمران في مدينة نابلس حيث تعددت الطوابق وتم إدخال الحجر الأصفر كمكون أساسي للواجهات المعمارية للمدينة مع وجود تفاصيل نحتيه كالبروزات بالإضافة إلى استخدام القباب والعقود.
من عام 1890 إلى الحرب العالمية الأولى تأثرت المدينة بالطابع الأوروبي حيث ظهرت الأسقف القرميدية والجيزان الفولاذية والشرفات، وبعد ظهور الخرسانة المسلحة ودخول المواد المستوردة في البناء تطورت المدينة بطريقة سريعة بحيث احتوت على أكثر من 2000 مبنى تراثي.
بعد تأثر مدينة السلط عام 1927 بالهزة الأرضية التي ضربت المنطقة بالإضافة لهجرة السكان إلى عمان وتطور البنية التحتية وزيادة استخدام الخرسانة في البناء لم يتبقى من هذه المباني التراثية إلا 850 مبنى تقريبا مبنية من الحجر الأصفر الذي ميزها عن غيرها من مدن المملكة. والجدير بالذكر أنه تم ترشيح 23 مبنى من هذه المباني لتكون على قائمة التراث العالمي في منظمة اليونيسكو.

## إدراجها على قائمة التراث العالمي
في يوليو 2021 قررت لجنة التراث العالمي التابعة لمنظمة الأمم المتحدة للتربية والعلم والثقافة (يونسكو)، خلال دورتها الرابعة والأربعين المنعقدة في الصين افتراضياً، الموافقة على إدراج مدينة السلط الأردنية، «مدينة التسامح والضيافة الحضارية»، على قائمة التراث العالمي. رُشّحت مدينة السلط لأول مرة في 1995، ثم لاحقًا في 2017، وأخيرًا سنة 2021، ما يشير إلى التزام الأردن بحماية واستدامة القيمة العالمية المتميزة وسمات مدينة السلط.

## مشروع مدينة الثقافة الأردنية
أُطلق هذا المشروع سنة 2006 من قبل وزارة الثقافة في الأردن لتلبية احتياجات المدن الأردنية من الناحية الثقافية وتفعيلا للحراك والأنشطة الثقافية، وتركيز المشاريع والأنشطة الثقافية فيها على مدار عام كامل بحيث تم اختيار مدينة السلط في عام 2008 لتكون مدينة الثقافة الأردنية.
جاء اختبار مدينة السلط لذاك العام نسبة إلى أهميتها الثقافية والسياسية بالإضافة إلى الكم الكبير من الأعلام الأردنية اللذين أنجبتهم مدينة السلط عبر التاريخ. شهدت المدينة العديد من الندوات والإحتفالات والمؤتمرات والمهرجانات الثقافية المتنوعية على مدى عام كامل، وأصدرت الاحتفالية 35 عنوانا في مواضيع متنوعة.
وقد قام الباحث والمؤلف محمود عواد الدباس، بتوثيق هذه الفعاليات من خلال كتابه (السلط مدينة الثقافة الأردنية 2008)، ومن هذه الفعاليات:
- مؤتمر الديمقراطية وحقوق الإنسان
- مهرجان جمال الخيول العربية الأصيلة
- مهرجان ماحص الأول للثقافة والفنون
- ندوة حول الحياة الحزبية في الأردن
- مهرجان شارع الحمام
- معرض الكتاب في السلط
- أمسية لشعراء الطفيلة
- المؤتمر السابع للمكتبيين

## معرض صور

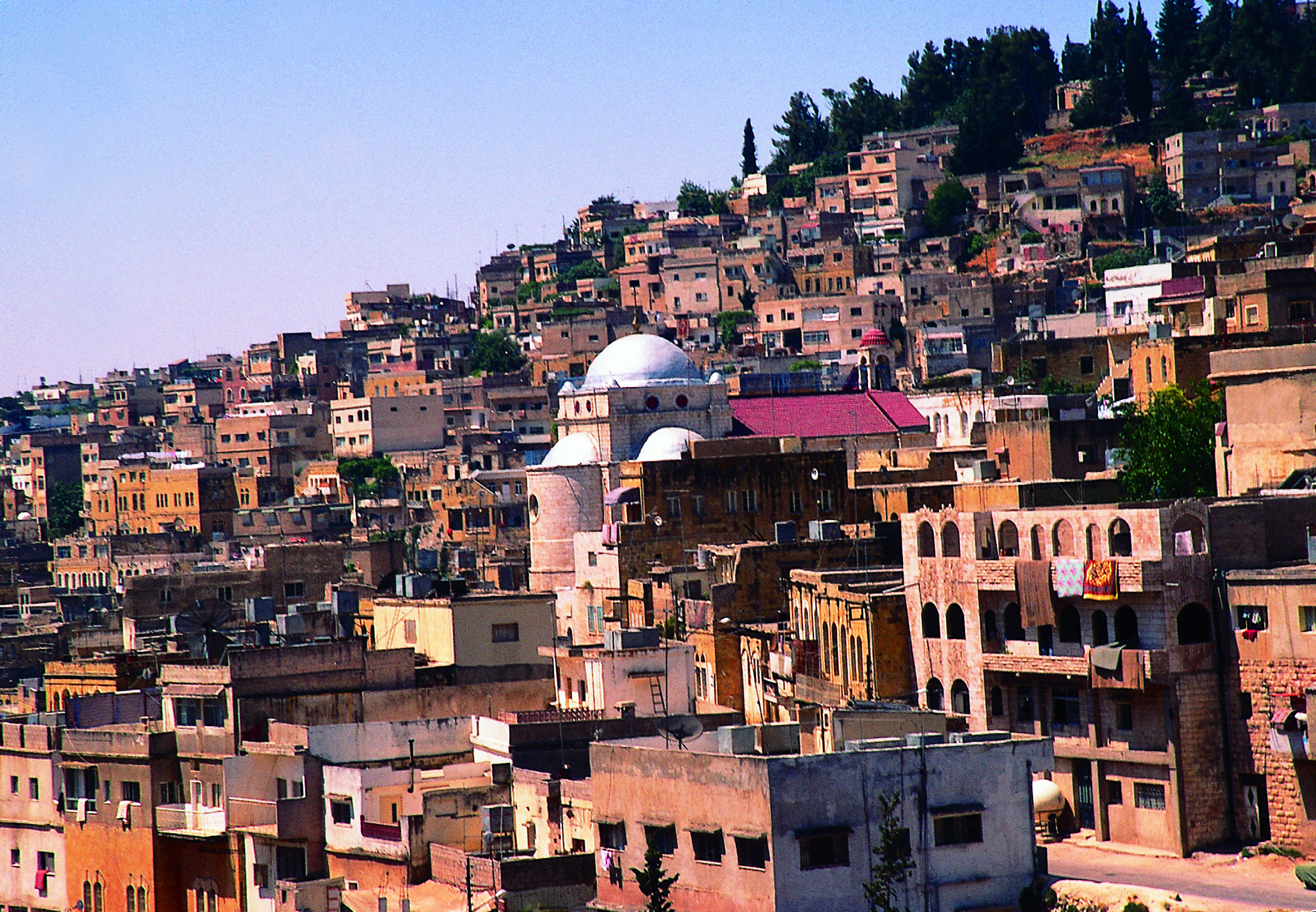
المدينة القديمة
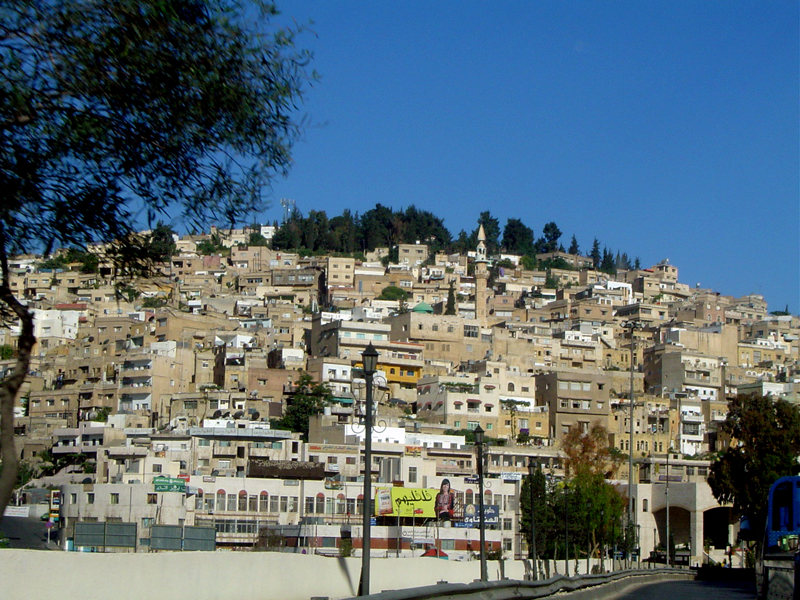
مشهد لمدينة السلط اليوم
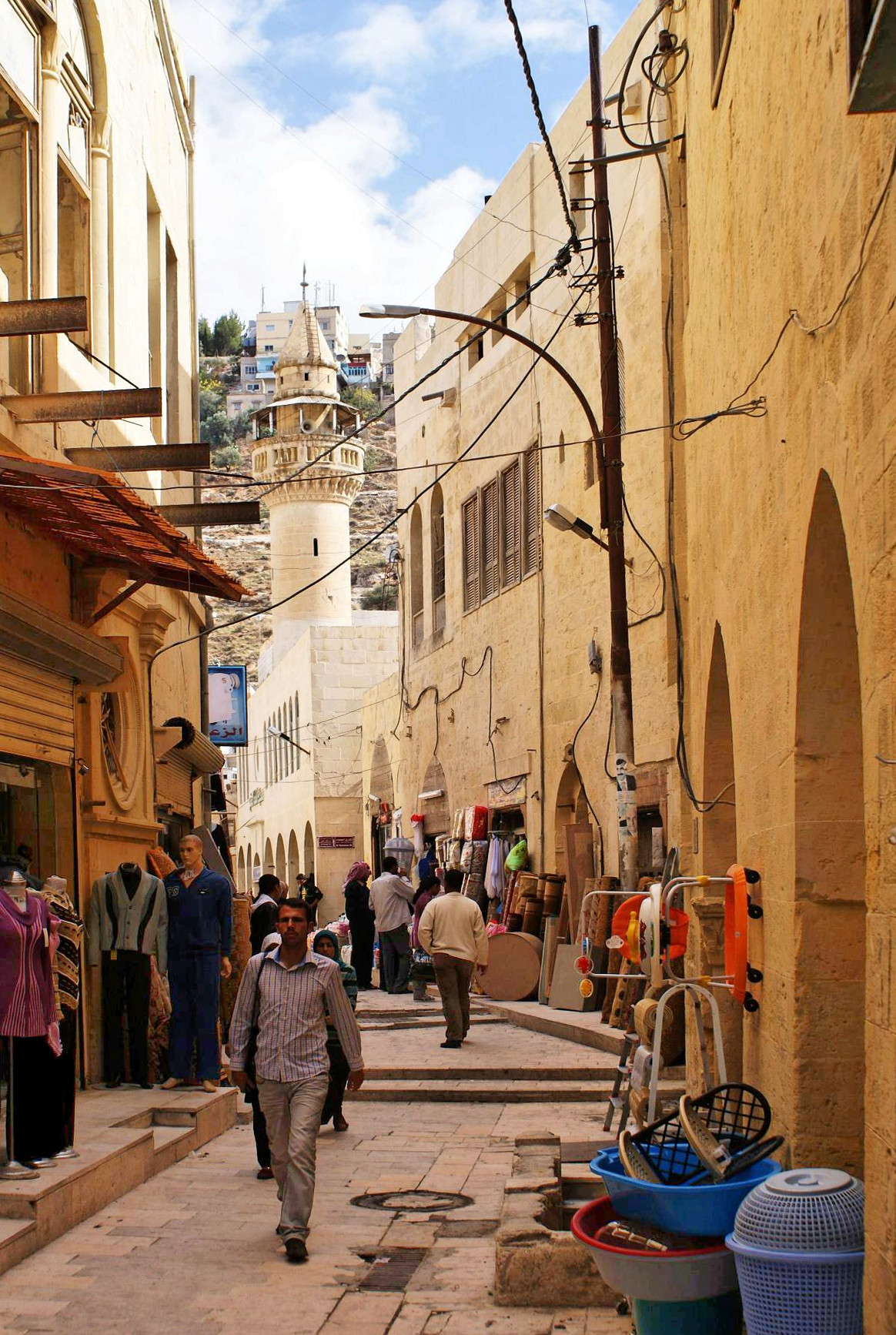
شارع الحمام وسط المدينة
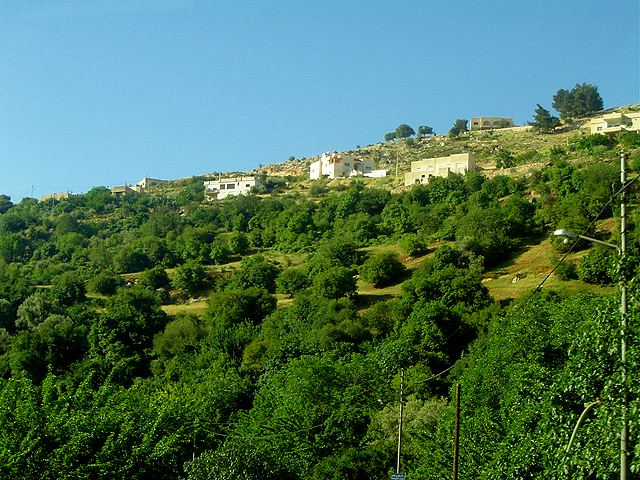
وادي شعيب
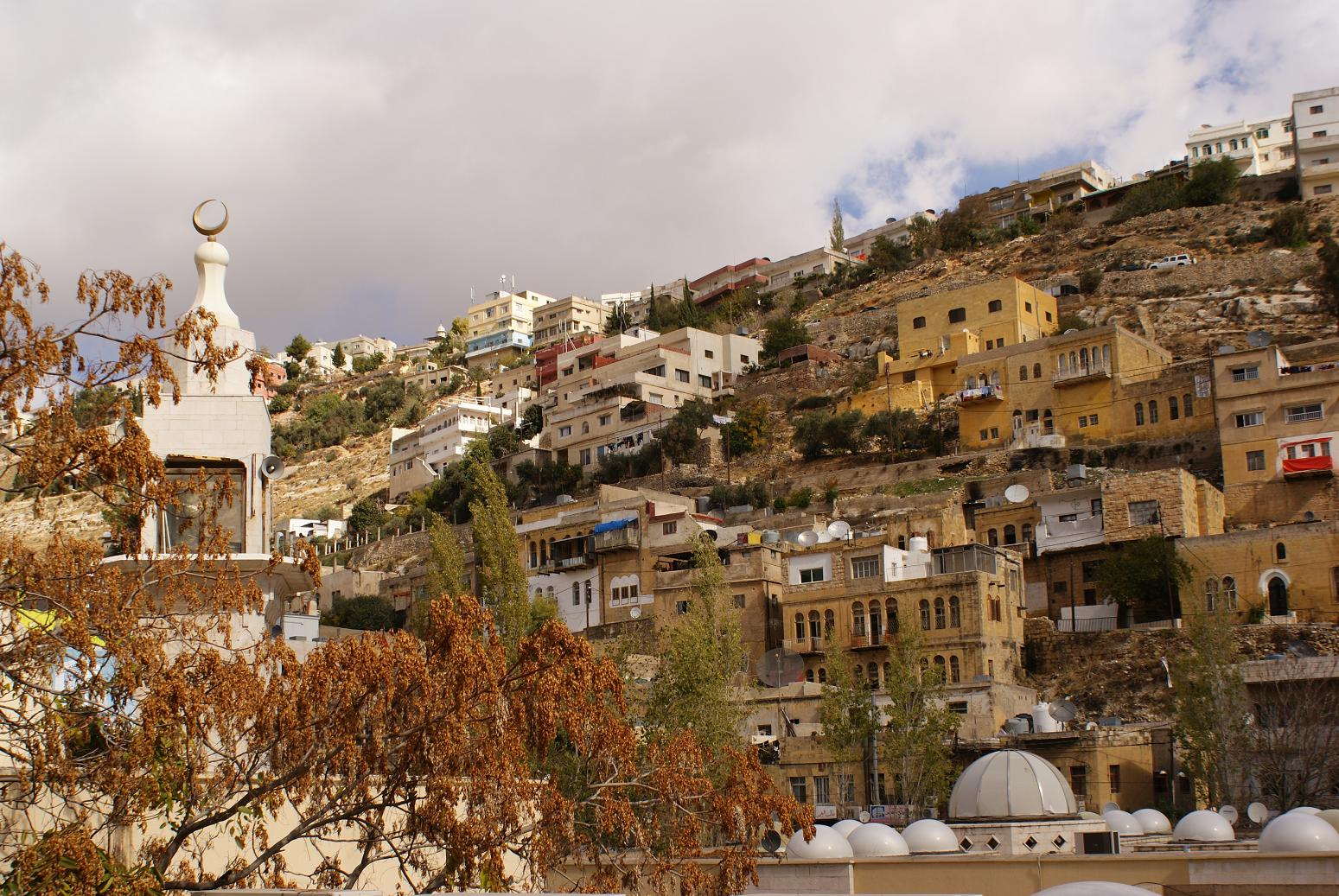
مدينة السلط
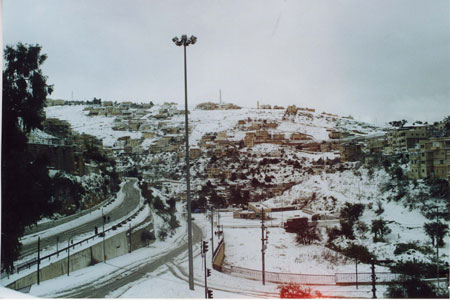
ثلوج في السلط
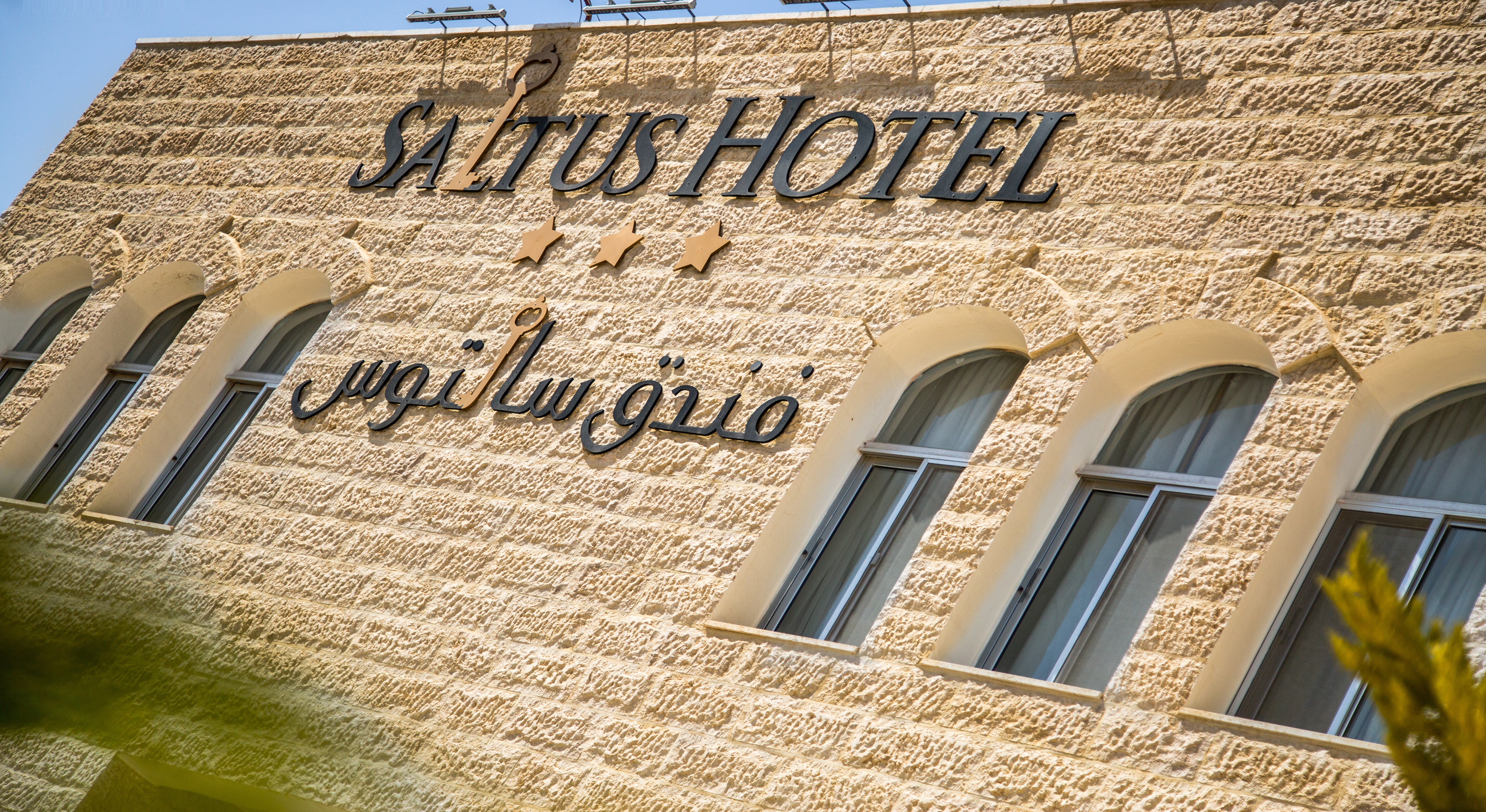
فندق سالتوس في السلط، أول فندق تدريبي في الأردن
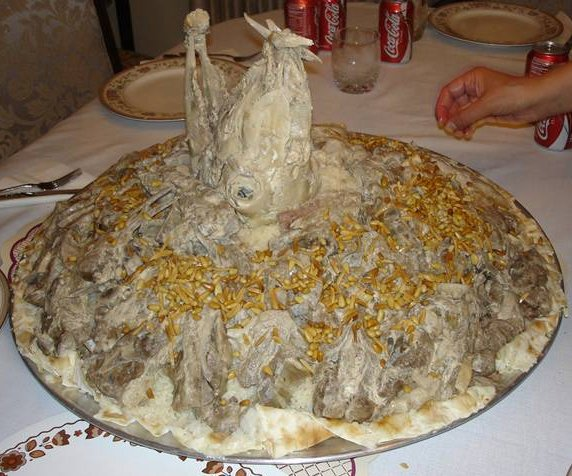
المنسف، الأكلة الشعبية في الأردن - تشتهر بها السلط
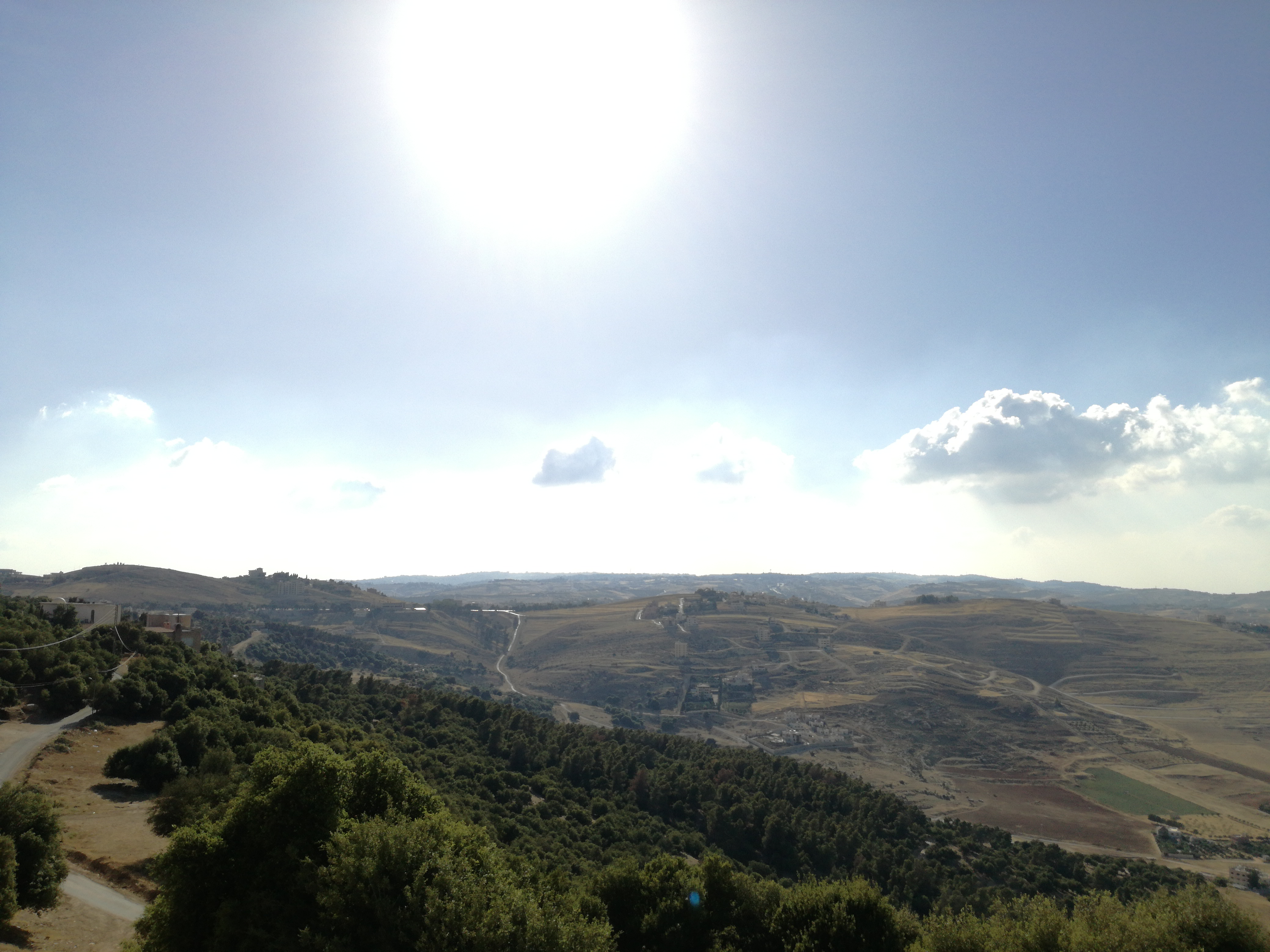
الأراضي الزراعية من السلط
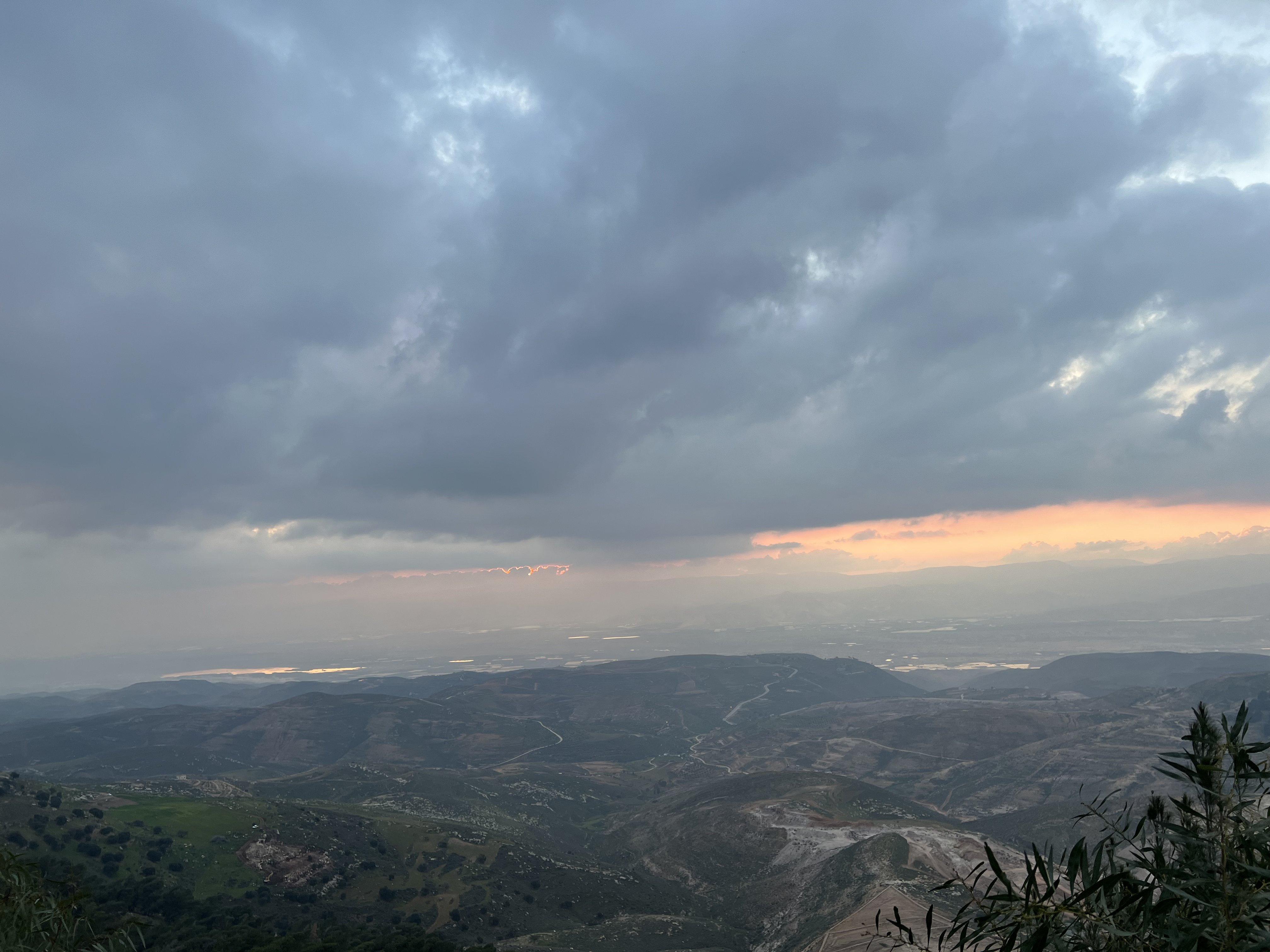
جبال تطل على مدينة السلط.
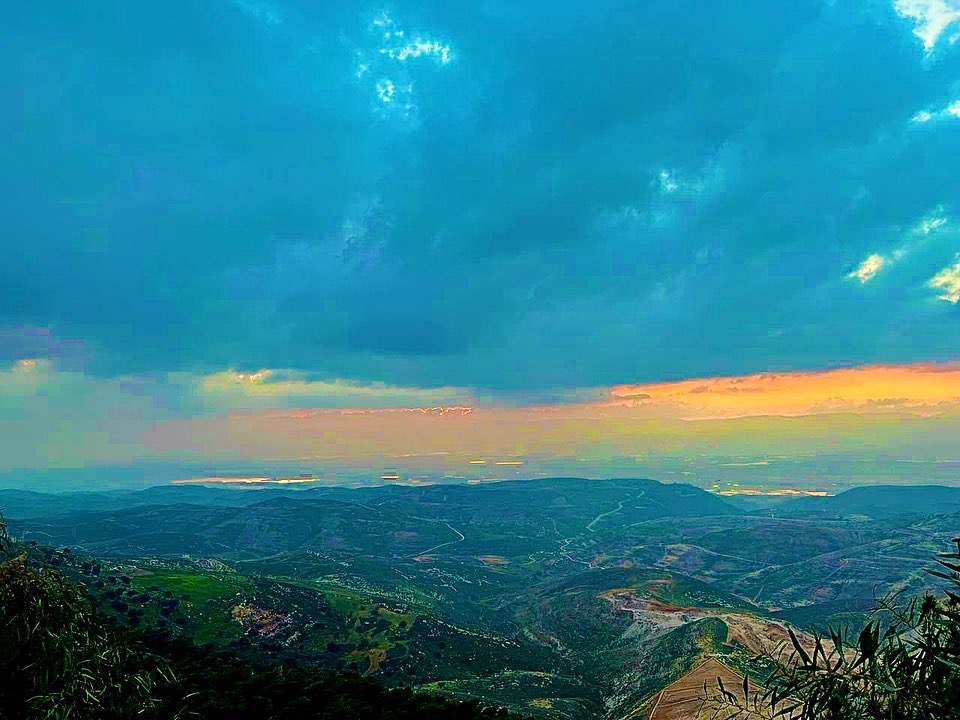
جبال تطل على مدينة السلط.
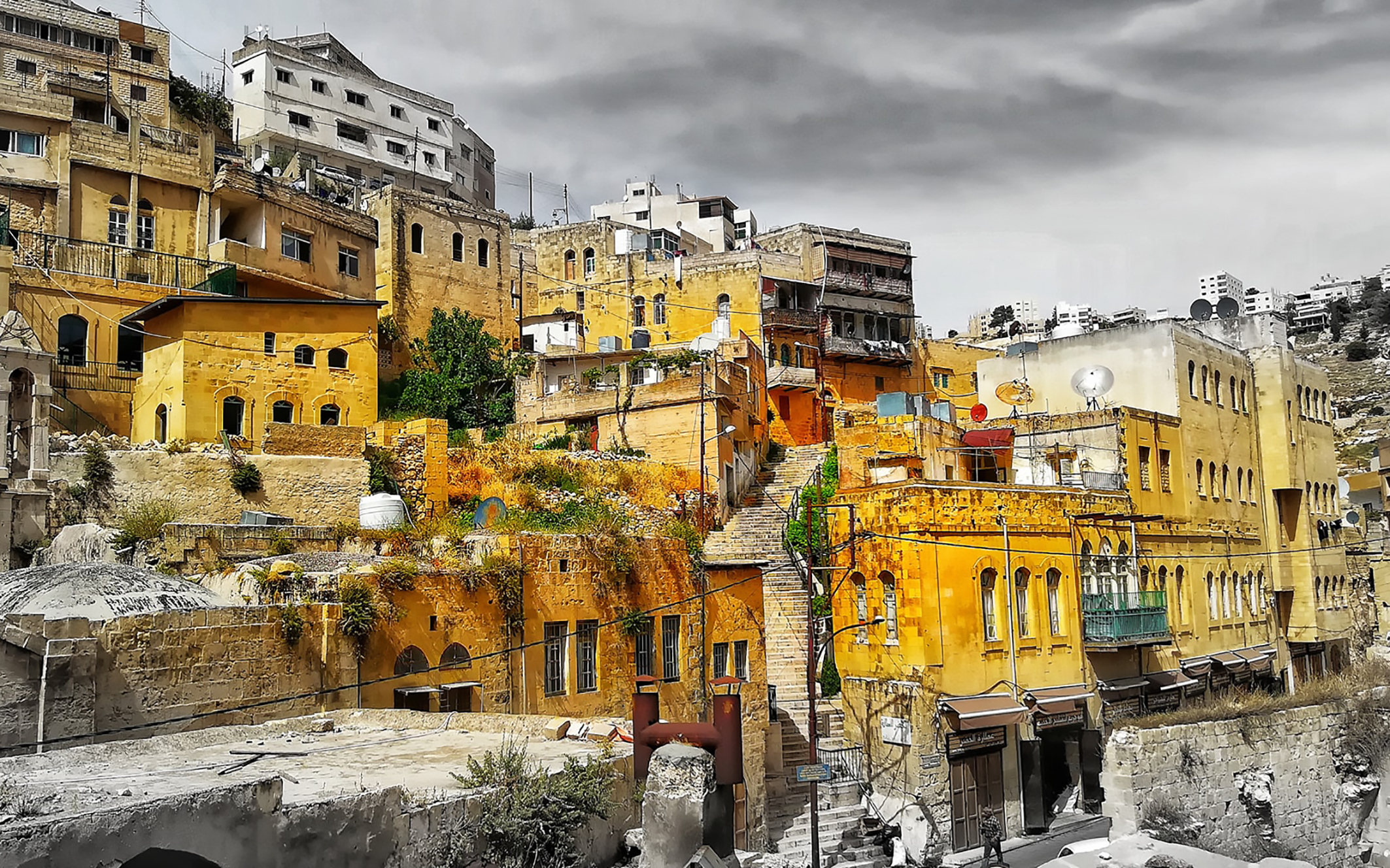
مدينة السلط، الأردن.
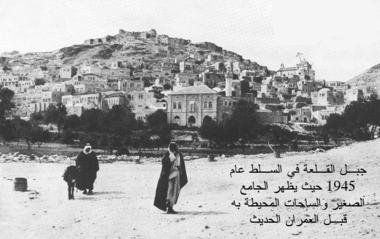
مدينة السلط سنة 1945 المملكة الأردنية الهاشمية.
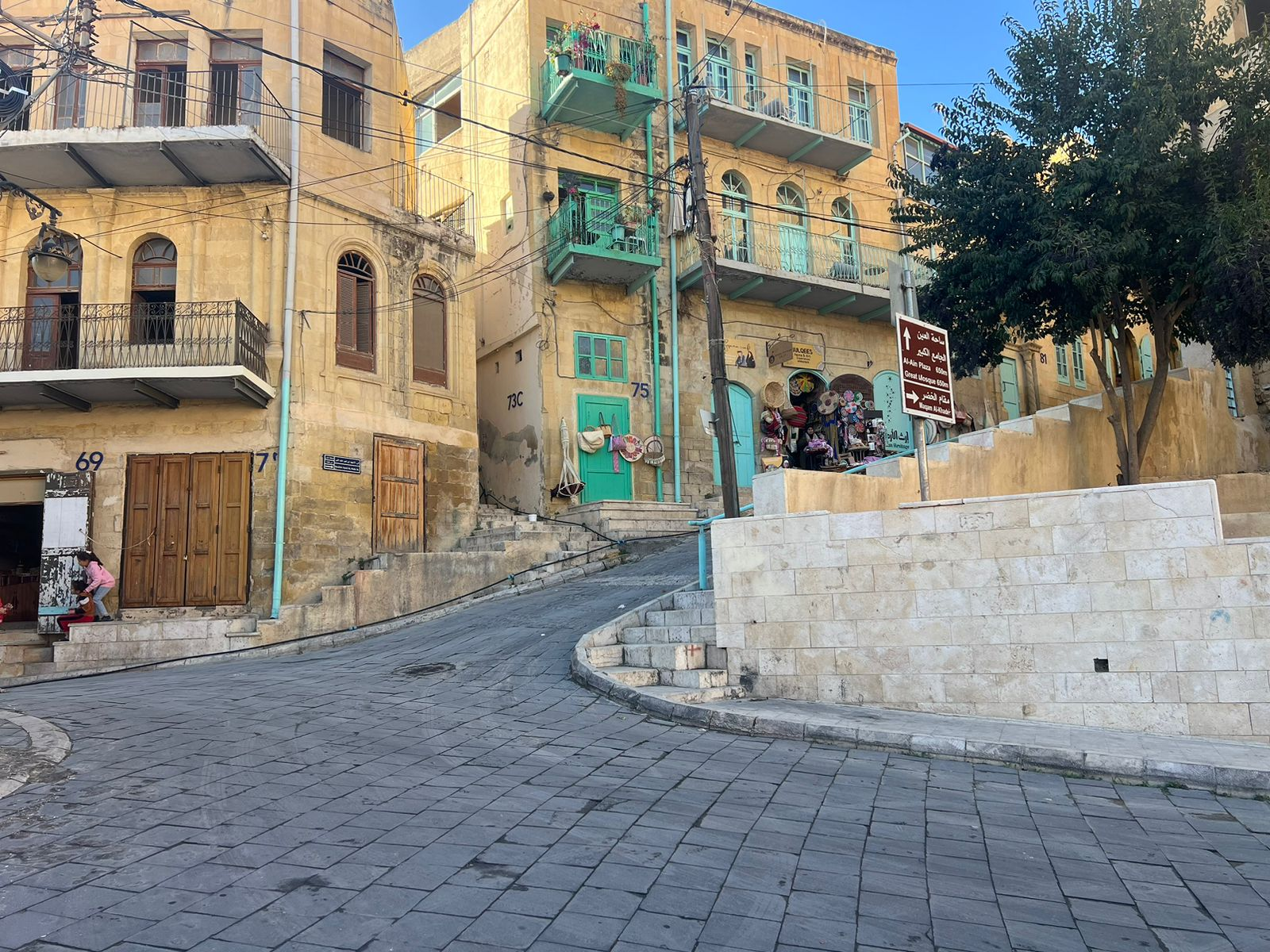
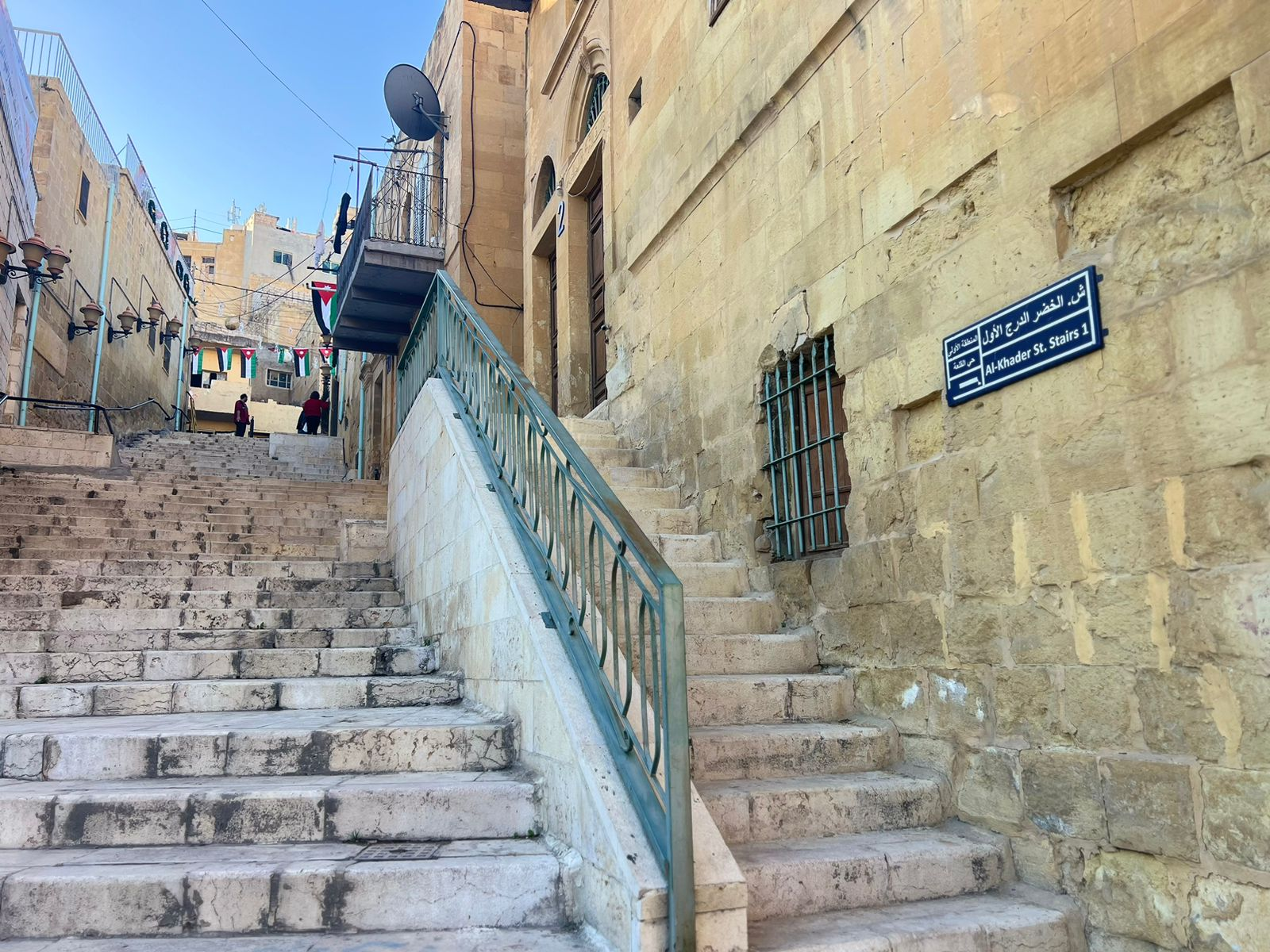
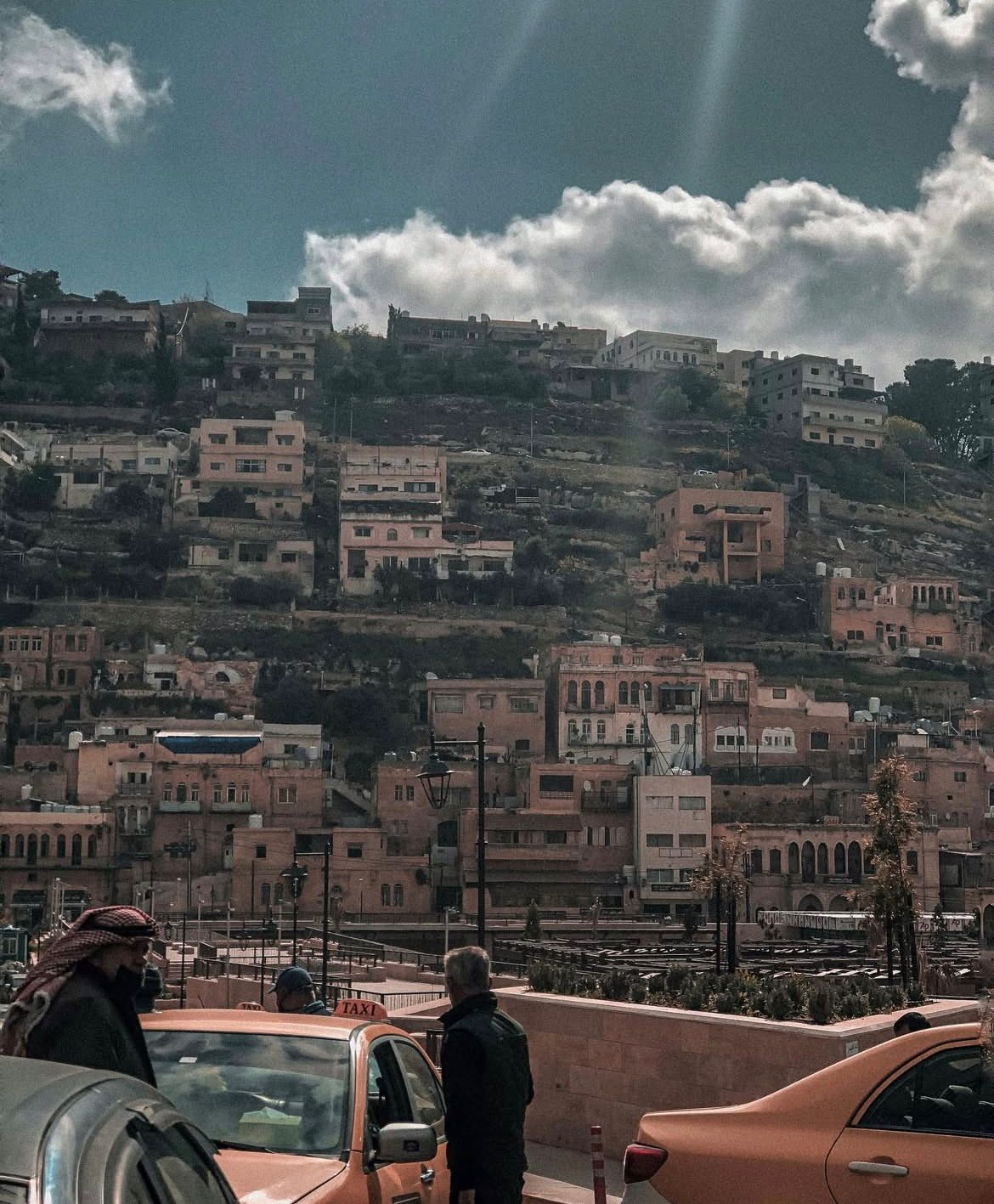
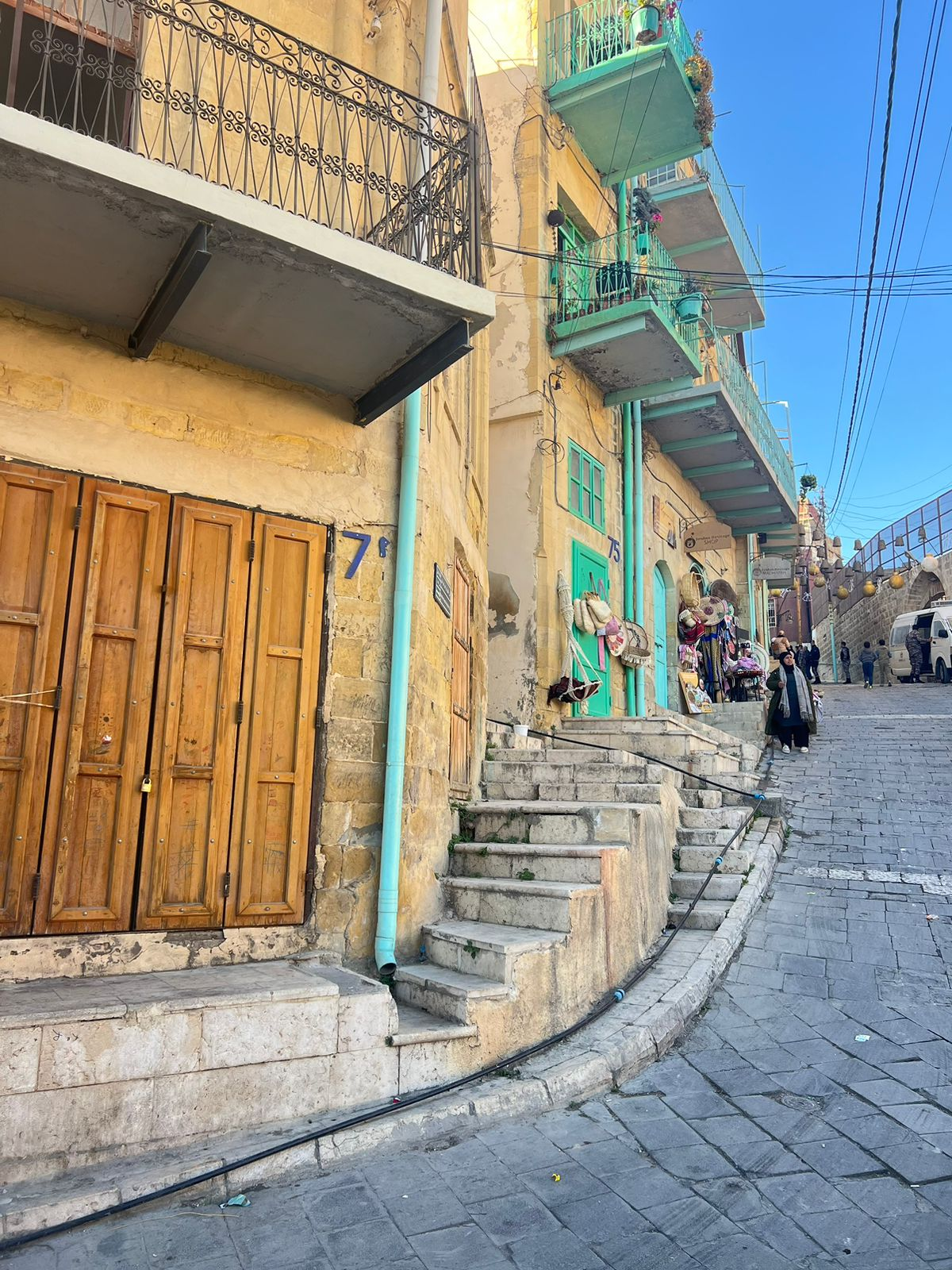
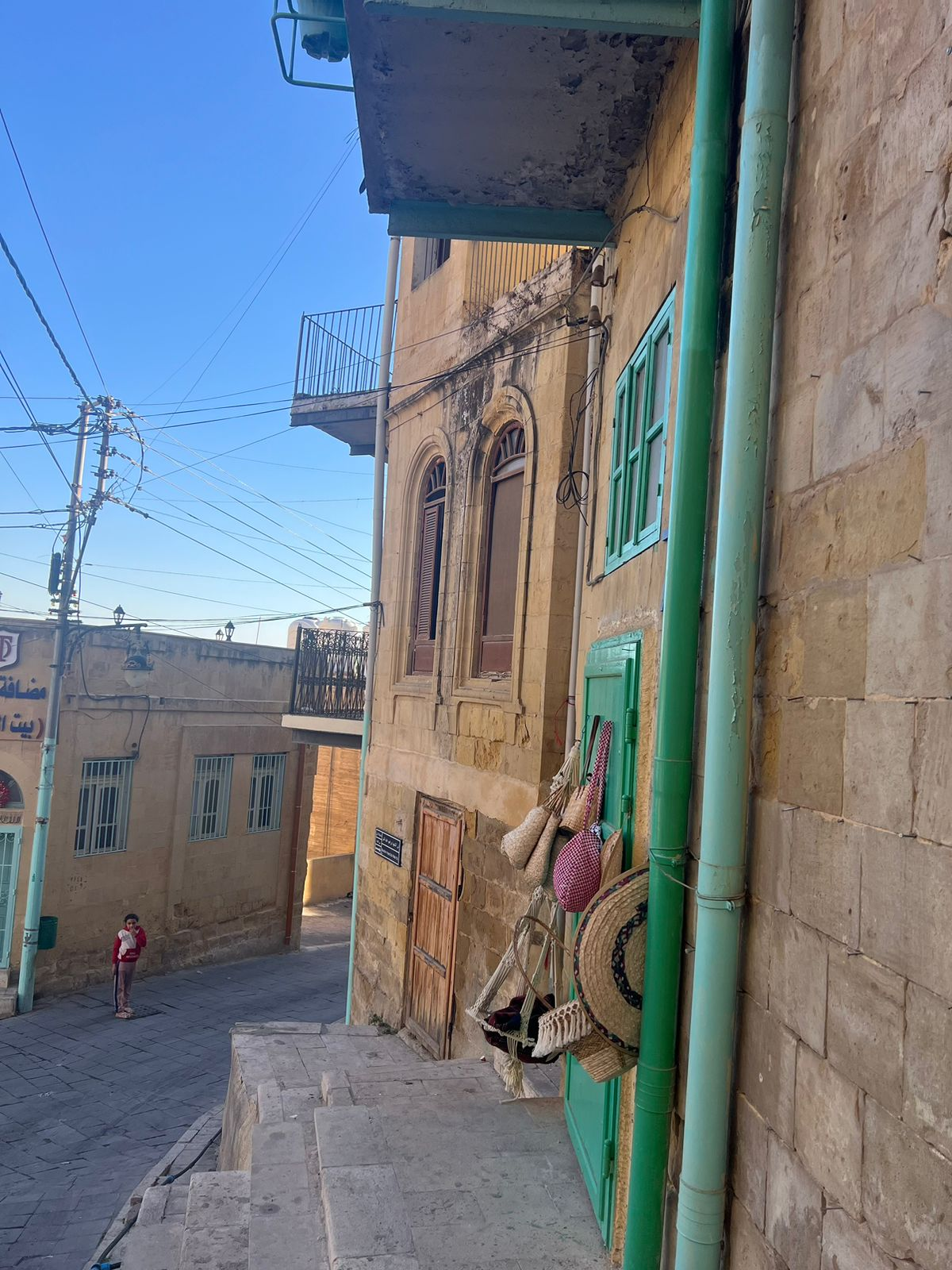
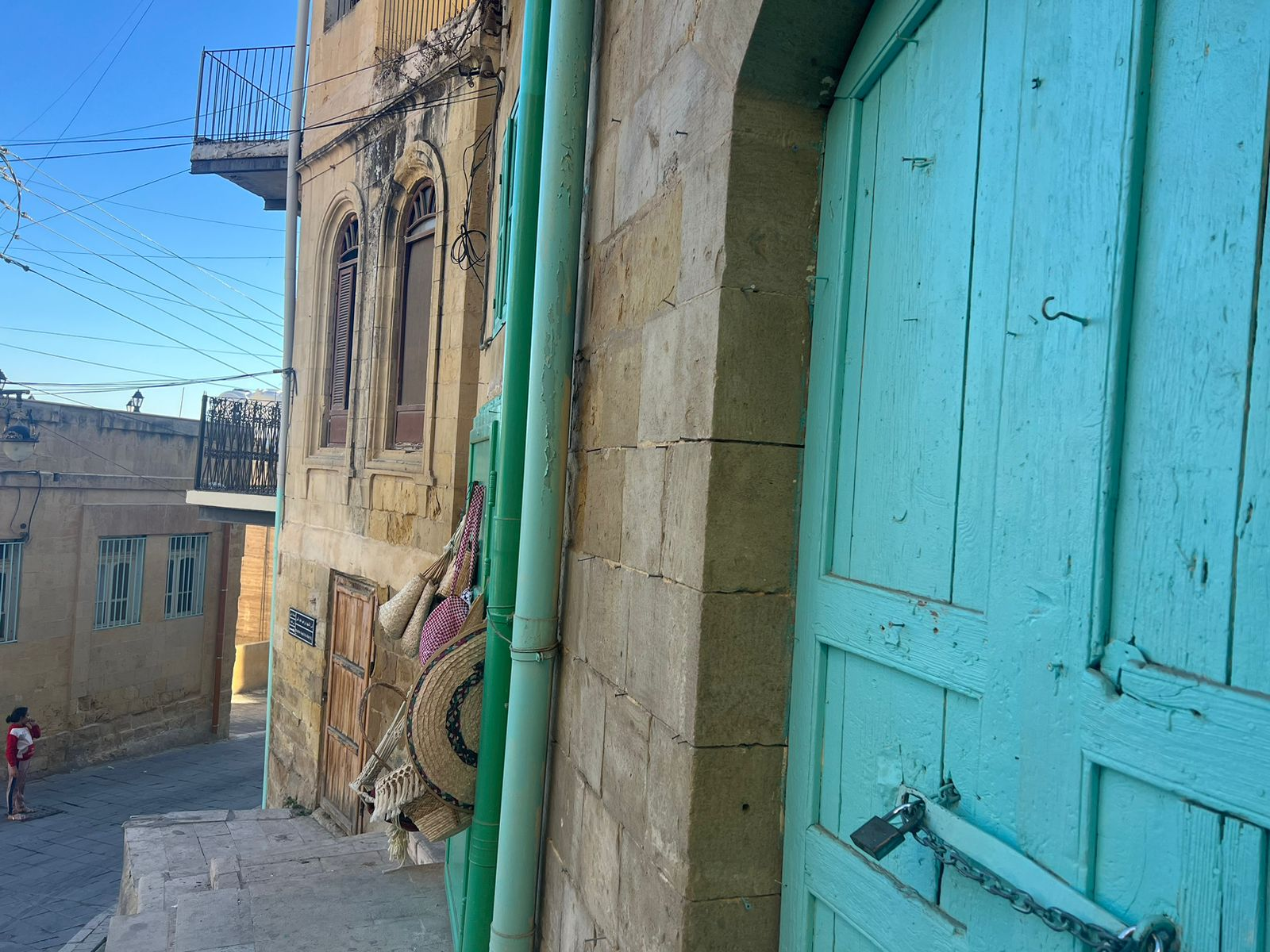
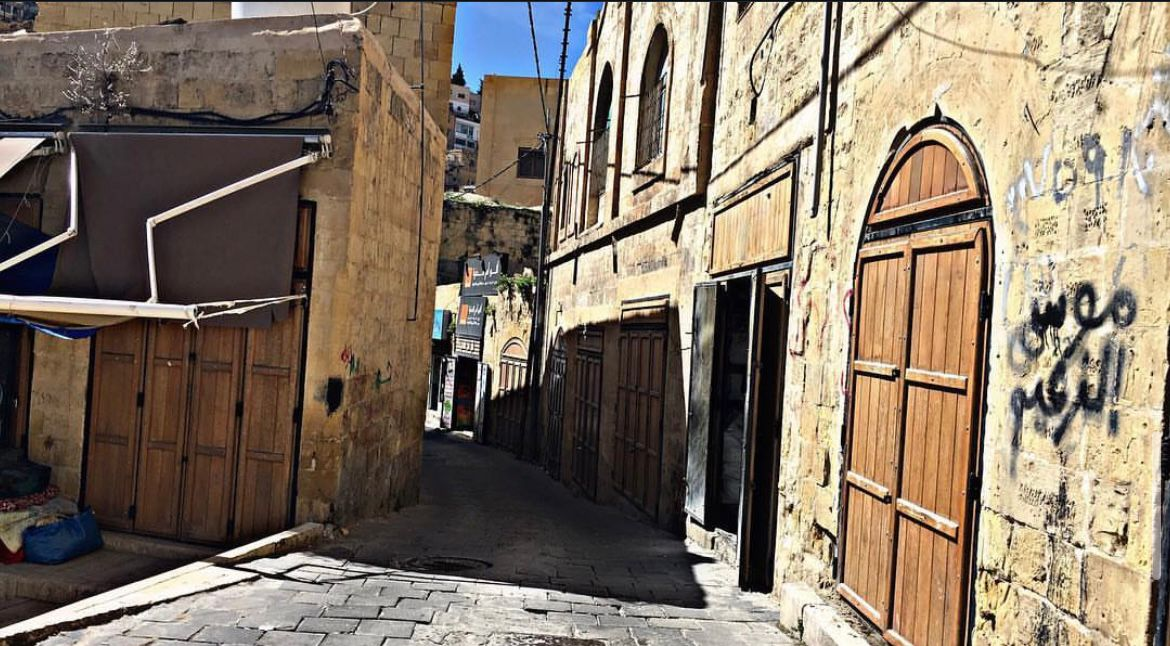
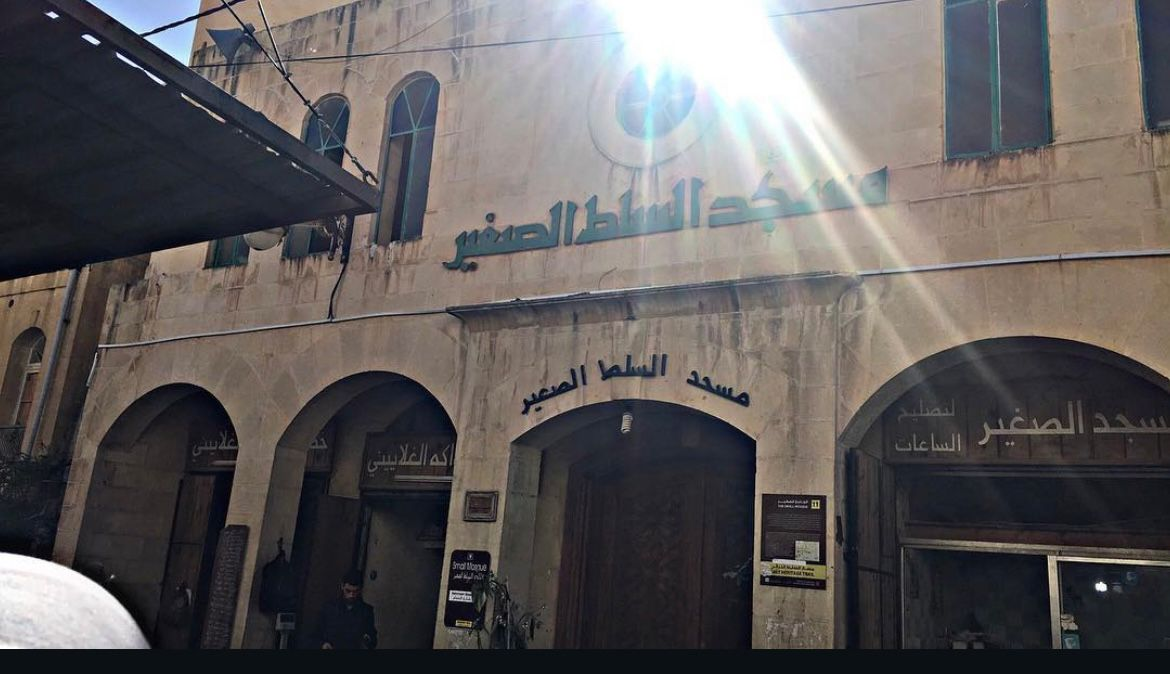
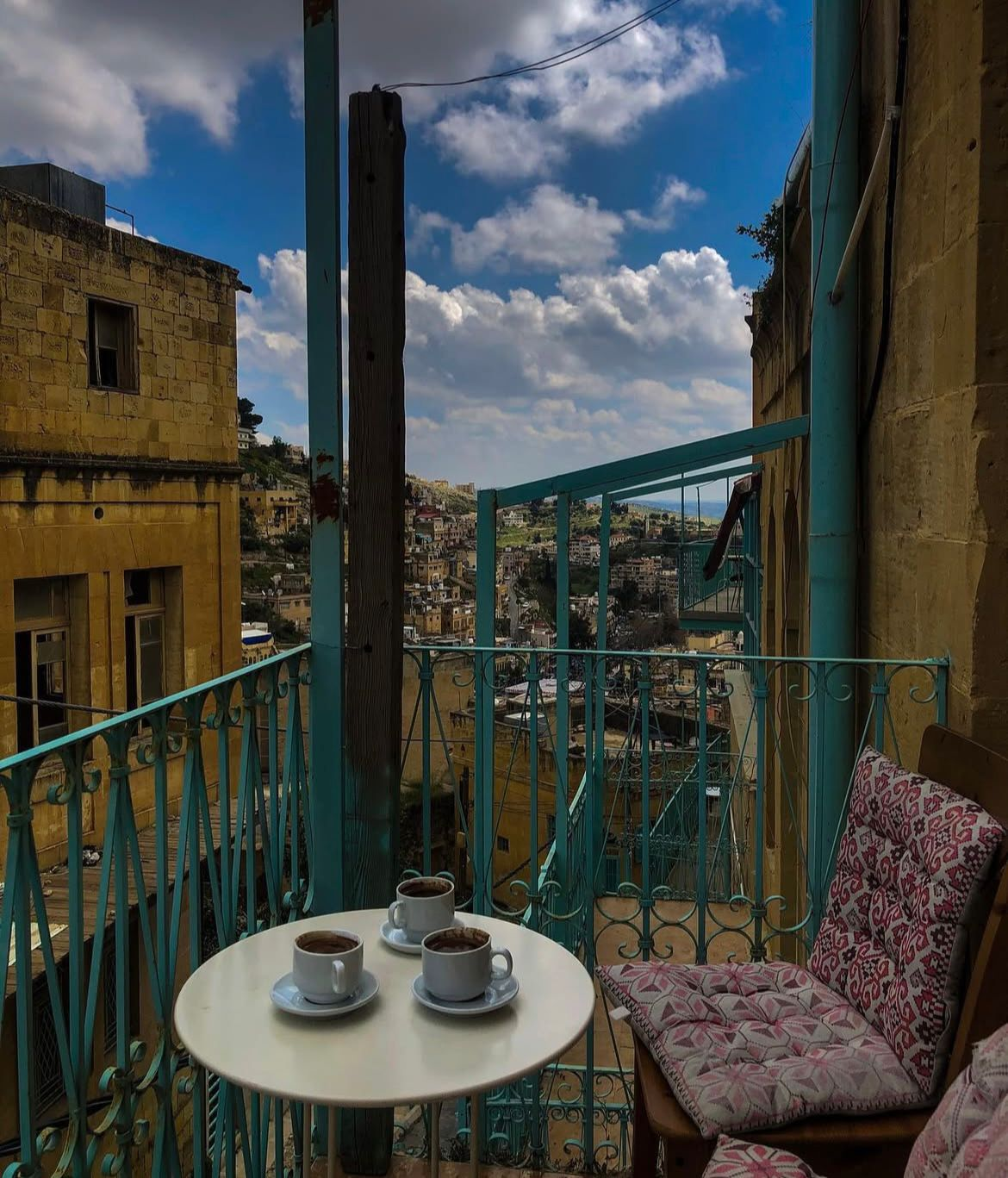
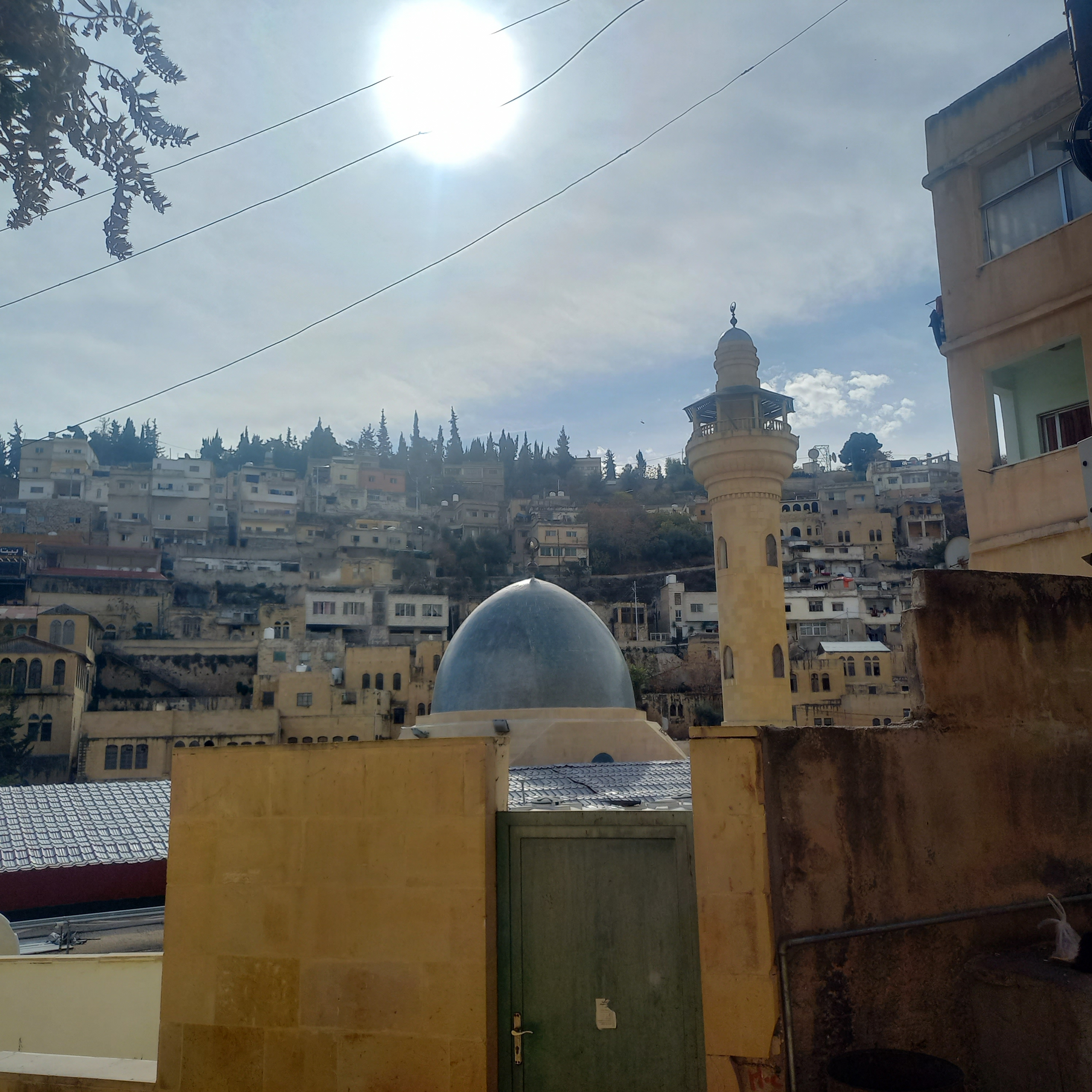